# New Yorker Hafen

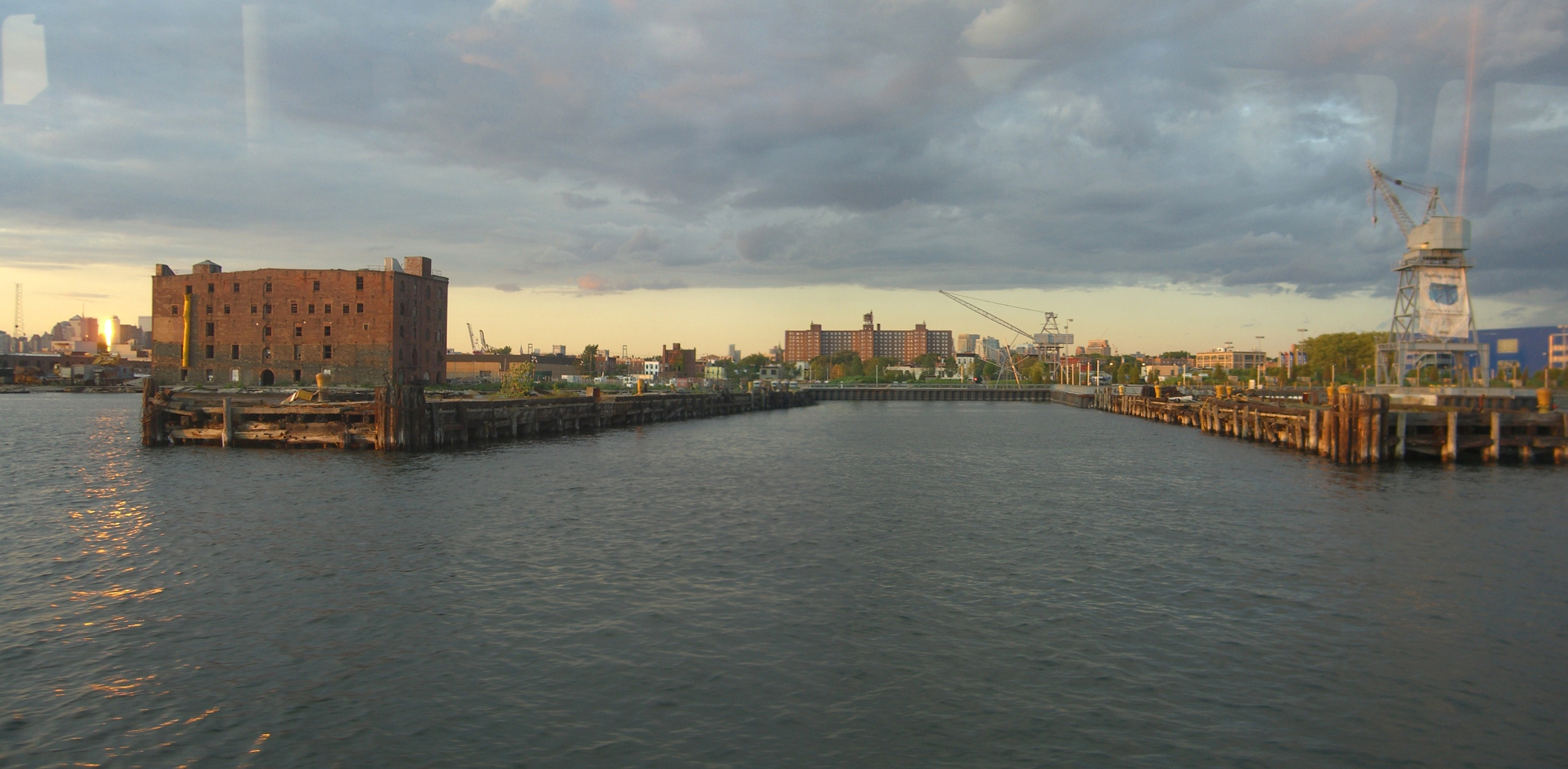
Eines der alten Hafenbecken in Brooklyn, Red Hook

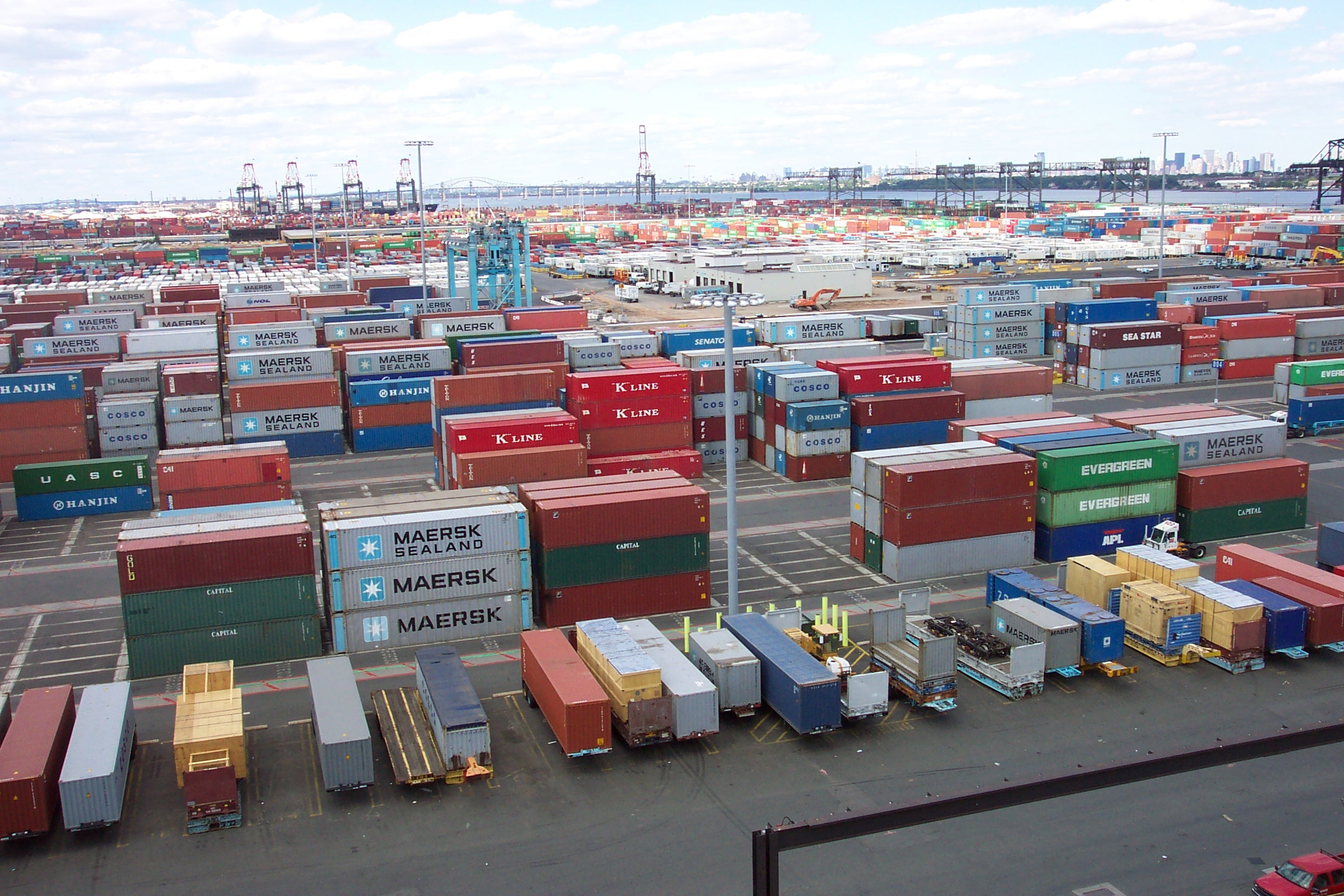
Der A.P. Moller-Container-Terminal im Port Elizabeth, Newark, NJ

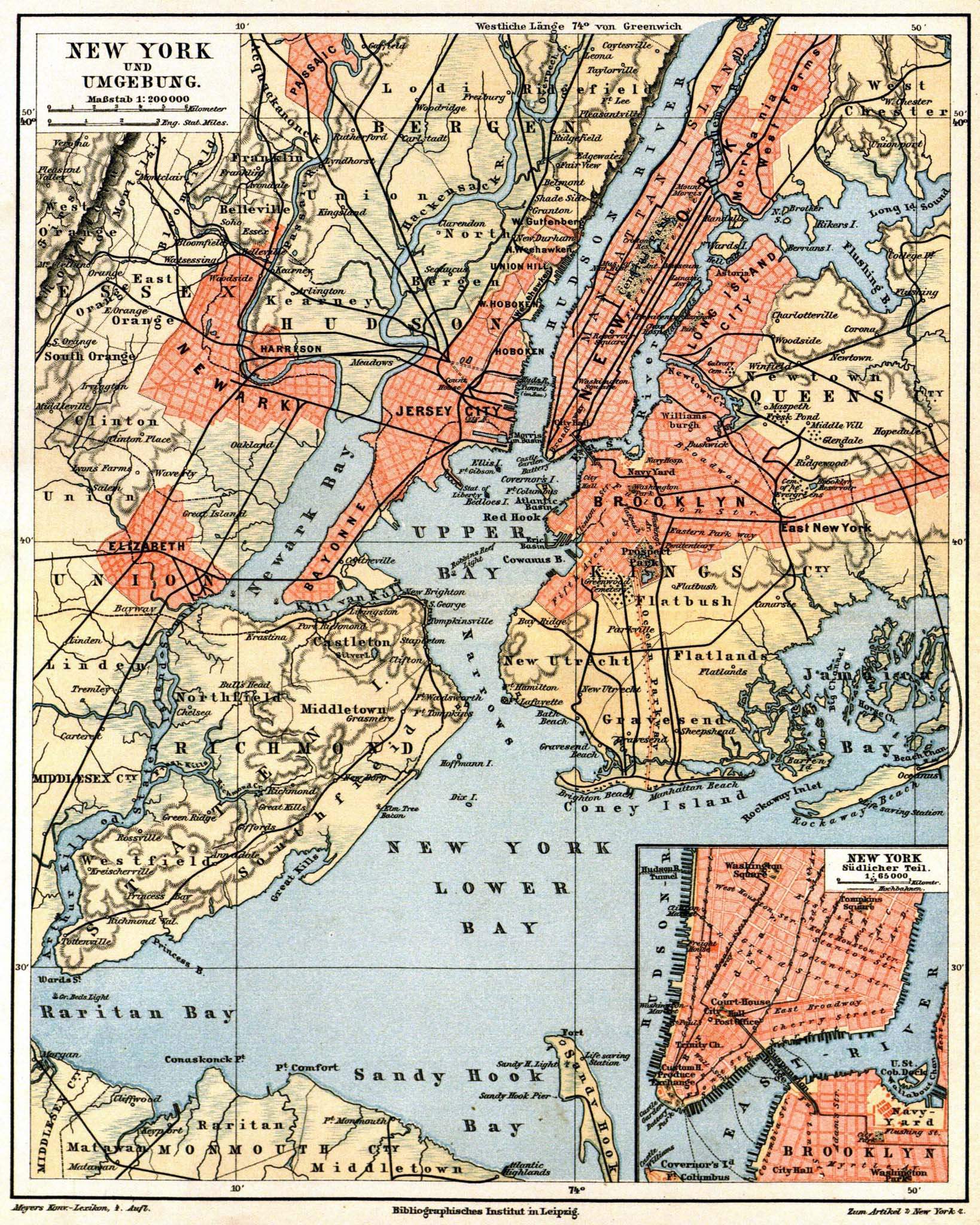
Historische, detailreiche Karte (um 1885) der Region noch vor der Erweiterung der Stadt New York

Der Hafen von New York (englisch New York Harbor bzw. Port of New York and New Jersey), an der Ostküste der Vereinigten Staaten gelegen, umfasst die Gesamtheit der sieben größeren derzeit genutzten und einiger historischer Hafenanlagen und die Gesamtheit des Naturhafens an der Mündung des Hudson in den Atlantik (Tidehafen). Dazu zählen auch zwei Freihandelszonen. Der Begriff beschreibt also geografisch eine Region und ist keine einzelne Institution und auch nicht auf das Stadtgebiet New Yorks begrenzt (eher richtig wäre: eine Mehrzahl von Institutionen). Allerdings wird der Begriff „New York Harbor“ im alltäglichen Sprachgebrauch oft auch nur für die Anlagen der gemeinsamen Behörde der beiden US-Nachbarstaaten, der Port Authority of New York and New Jersey (PANYNJ) verwendet. Diese interstaatliche Behörde ist jedoch nicht für alle den Hafenraum betreffenden Aspekte zuständig. Größte Städte an der Hudsonmündung sind heute New York City, Jersey City und Newark.
Nach dem Güterumschlag ist er als Ganzes der drittgrößte – jedoch nach seiner Fläche der größte Hafen der Vereinigten Staaten. Er dient sowohl als internationaler Tiefsee- und über den Hudson auch als Binnenhafen für Teile des Nordostens der Vereinigten Staaten und den Osten Kanadas.
New Yorks heutige wirtschaftliche Bedeutung hängt mit seiner Nutzung für den Warenumschlag an der Ostküste und den Personentransport zusammen. Mit der Fertigstellung des Eriekanals wurde 1825 ein günstiger Transportweg zu den Großen Seen erschlossen und New York stieg zum wichtigsten Handelshafen der Ostküste auf. Außerdem war und ist die Stadt ein Hauptort der Einwanderung in die Vereinigten Staaten. Millionen von Einwanderern kamen auf Schiffen hierher und passierten seine Anlagen, von denen Ellis Island eine relativ neue ist. Nach der früher bedeutenderen Einwanderung dominiert heute der Tourismus die Personenschifffahrt im New Yorker Hafen.
Bei der Einfahrt nach New York durchquert man von der Lower New York Bay kommend die Narrows unter der Verrazzano-Narrows Brücke (1964) hindurch ins Hauptbecken der Upper New York Bay mit den beiden bekanntesten Inseln New Yorks (nach Manhattan selbst; Ellis und Liberty Island mit der Freiheitsstatue) hin zu den verschiedenen Ankerplätzen. Historisch ist die Zufahrt in das Gewässer aus verschiedenen Gründen als gefährlich bekannt. Vor allem der Nebel und die je nach Windrichtung in den fast rechtwinkligen Trichter der Lower Bay auflaufenden Sturmfluten sind gefürchtet. Der Hudson Canyon, ein voreiszeitliches unterseeisches Delta, das zentral in die Bucht hinausläuft, gilt als Schiffsfriedhof.

## Lage
Der Hafen von New York liegt an der vom Hudson und der Hudsonmündung gebildeten Grenze der US-Bundesstaaten New York und New Jersey an der Ostküste Nordamerikas. Prägend für die Landschaft ist heutzutage das Stadtgebiet New York Citys.
Das Gebiet ist im weiteren Sinn Teil der Atlantischen Küstenebene Nordamerikas. Südlich folgen an der Küste als weitere natürliche Einschnitte die Delaware und die Chesapeake Bay und viele weitere Häfen bis Florida. Nordöstlich des Hafengebiets schließen die Insel Long Island und der Long Island Sound an.

## Einzelne Anlagen

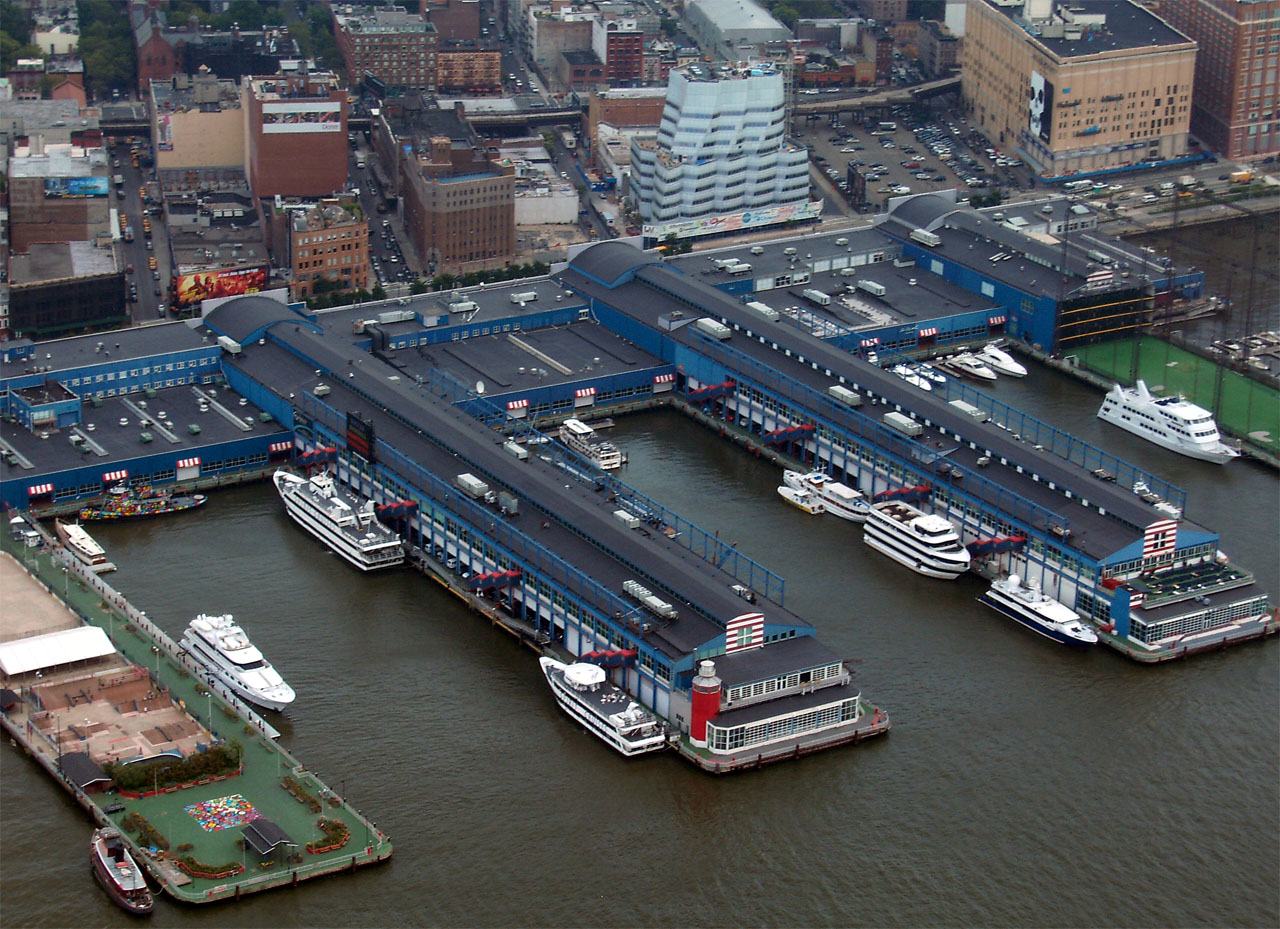
Chelsea Piers am Hudson River

- Der frühere Global Marine Terminal
- Die durch die Port Authority (PANYNJ) (zum Teil ab 1921) betriebene Anlagen:
  - Containerhafen in New Jersey, etwa seit 1960 ausgebaut (Port Newark-Elizabeth Marine Terminal)
  - Marine Terminal in Red Hook, Brooklyn, NY;
  - Auto Marine Terminal in Bayonne, NJ und Jersey City, NJ
  - Brooklyn Port Authority Marine Terminal (Gemeinsames Terminal von Brooklyn Piers und Red Hook Container Terminal) in Red Hook, Brooklyn, NY, und
  - Howland Hook Marine Terminal auf Staten Island.
  - Passagierkreuzfahrtterminals:
    - Manhattan Terminal (New York Passenger Ship Terminal)
    - Brooklyn Cruise Terminal
    - Cape Liberty Cruise Port in Bayonne, NJ.
- Militäreinrichtungen:
  - Bayonne Military Ocean Terminal
- United States Navy Yard, bekannter als Brooklyn Navy Yard, war eine Schiffswerft für Kriegsschiffe bis hin zur Größe von Flugzeugträgern. Sie liegt 1,7 Meilen nordöstlich vom Battery Park, im Gebiet von Brooklyn, an der Wallabout Bay des East Rivers und wird heute zum Teil noch als private Werft genutzt.
  - das Brooklyn Army Terminal (früher New York Port of Embarkation and Army Supply Base oder U.S. Army Military Ocean Terminal)
- Nur historisch zu nennen ist der South Street Seaport, ein inzwischen denkmalgeschütztes Viertel in Manhattan, dort wo die Fulton Street auf den East River trifft. Hier war früher auch der Fischereihafen New Yorks (inzwischen am Hunts Point, Bronx).
- Darüber hinaus gibt es eine ganze Reihe privater Kai- und Stapelanlagen.

## Gewässer, Unterteilungen

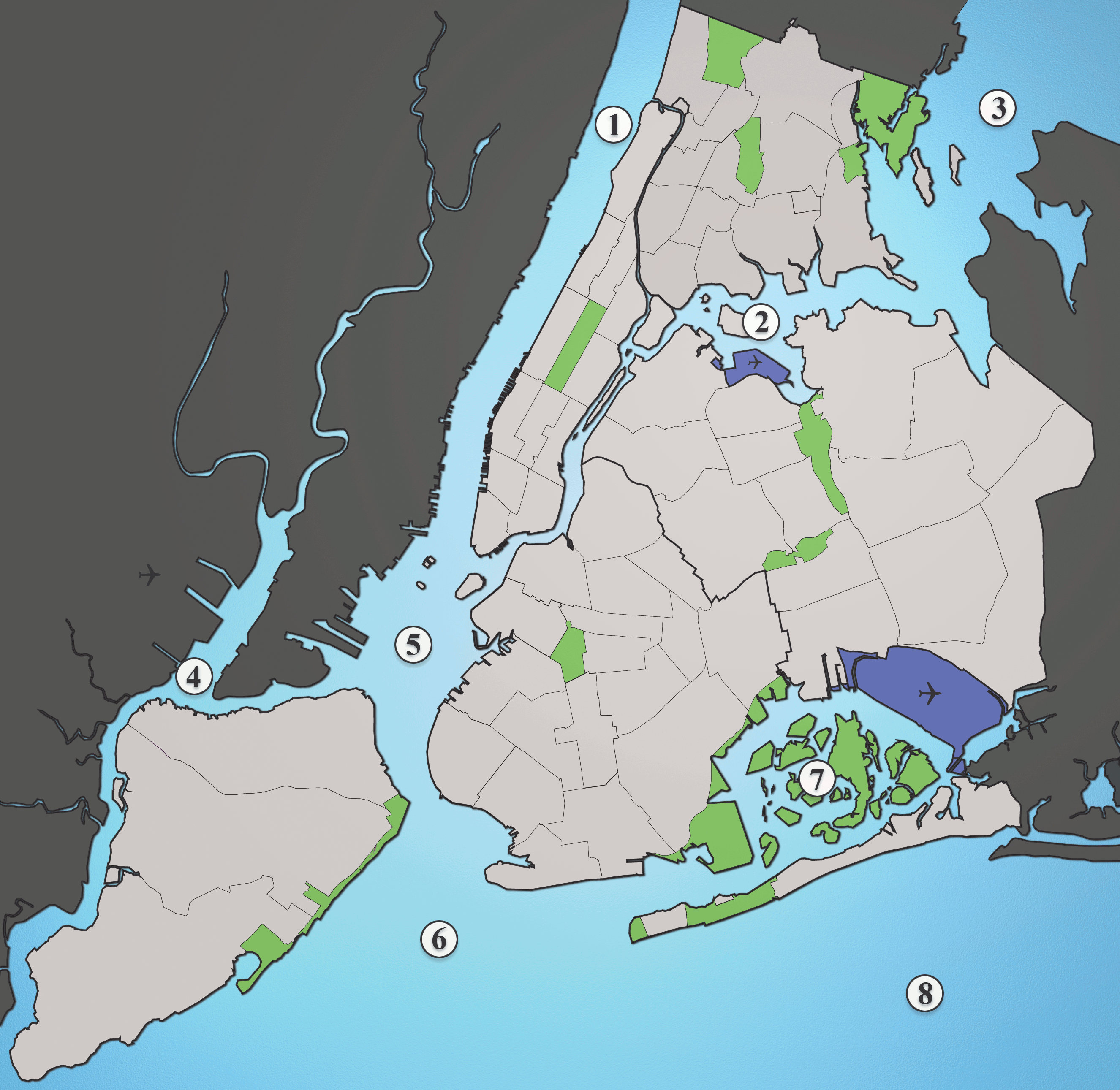
1. Hudson River, 2. East River, 3. Long Island Sound, 4. Newark Bay, 5. Upper New York Bay, 6. Lower New York Bay, 7. Jamaica Bay, 8. Atlantik

Neben dem Hudson River münden in der Region der Shrewsbury River, Hackensack River, Passaic River, Elizabeth River, Rahway River und Raritan River in den Atlantik. Aus dem Bundesstaat New York sind dies der Bronx River,
Coney Island Creek,
Fresh Kills,
Gowanus Canal (1867; ursprünglich Gowanus Creek bei Red Hook),
Hook Creek,
Hutchinson River,
Luyster Creek,
Main Creek und der
Newtown Creek.
Die größeren Gewässer (-Abschnitte) im Hafen von New York sind weiter:
- Hudson (1)
- Long Island Sound (3; vgl. zur Insel)
- Newark Bay (4), mit dem Kill van Kull
- East River (2), verbunden mit dem Harlem River und der
- Upper New York Bay (5),
- Lower New York Bay (6),
- Jamaica Bay (7),
- Raritan Bay (südwestlich von 7), mit dem Arthur Kill
- New York Bight (8; Bucht von NY, Teil des Atlantiks, mit dem unterseeischen Hudson Canyon),
- Ambrose Channel
- Mud Dump Site

Eine Definition des Hafengebiets von New York lautet: „… die New York-Bucht mit der Jamaica-Bucht, die Stadt New York südwestwärts bis New Brunswick und westwärts bis Newark einschließlich. Im Norden reicht es den Hudson aufwärts bis ½ sm südlich von Tarrytown und nach Nordosten bis einschließlich Port Chester am Long Island-Sund. Die südöstliche Seegrenze läuft ungefähr von East Rockaway Inlet … nach Sandy Hook.“
Zu einzelnen Gewässerabschnitten folgen nun knappe Beschreibungen (falls kein deutschsprachiger Artikel dazu vorliegt, bitte in der englischsprachigen Ausgabe vergleichen):

### Long Island Sound

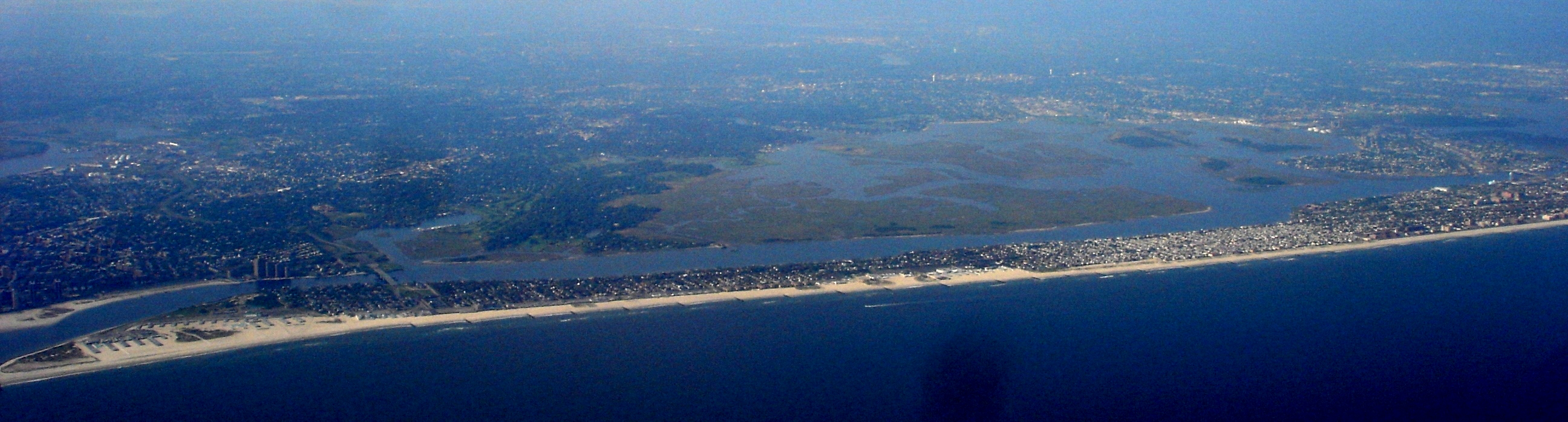
Vor Long Island liegt Long Beach Barrier Island, hier Blickrichtung Nordwest

Der Long Island Sound ist eine west-östlich ausgerichtete Bucht des Atlantiks an der Ostküste Nordamerikas von ca. 190 Kilometer Ausdehnung; die Bucht liegt weitgehend hinter der vorgelagerten Insel Long Island, die zum US-Bundesstaat New York gehört. Ein kleiner Teil zählt zum Stadtgebiet NYC. Der Staat Connecticut bildet ihr Nordufer. In die Bucht münden viele Gewässer, am bekanntesten ist davon der Connecticut River bei Old Saybrook. Im Osten stößt sie an das Gebiet der Bronx (NYC) und ist mit dem East River, einer Bucht nordöstlich von Manhattan, etwa bei der Flushing Bay verbunden. Seewärts geht sie auf der Höhe von New London (Connecticut) in den Block Island Sound über.

### The Narrows

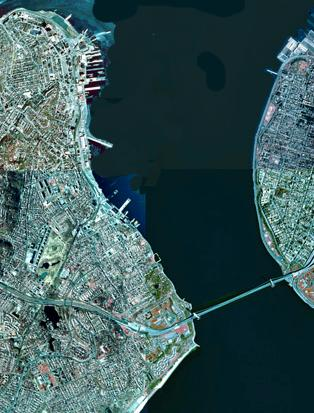
Staten Island links; Brooklyn rechts, verbunden durch die „Verrazzano“ (PD-Foto der NYSGIS)

Die Narrows (auf dt. also die Engstelle) genannte Meerenge an der südöstlichen Flussmündung ist der wichtigste Zugang zum Hafen und liegt zwischen der Upper und der Lower New York Bay. Sie trennt zumindest optisch das Meer vom Binnengewässer. Die darüber gewölbte Verrazzano-Narrows Brücke löste bei ihrer Fertigstellung 1964 die Golden Gate Bridge in San Francisco als längste Hängebrücke der Welt ab. Im Jahr 1981 verlor sie diesen Titel an die Humber-Brücke in Großbritannien. Mittig hat die Narrows eine (gezeitenabhängige) Durchfahrtshöhe von 66,2 m (217 ft). Auf der Brooklyn-Seite nimmt sie den Verkehr vom Belt Parkway und den Brooklyn-Queens Expressway auf und auf der Seite von Staten Island den vom Staten Island Expressway.

### Newark Bay

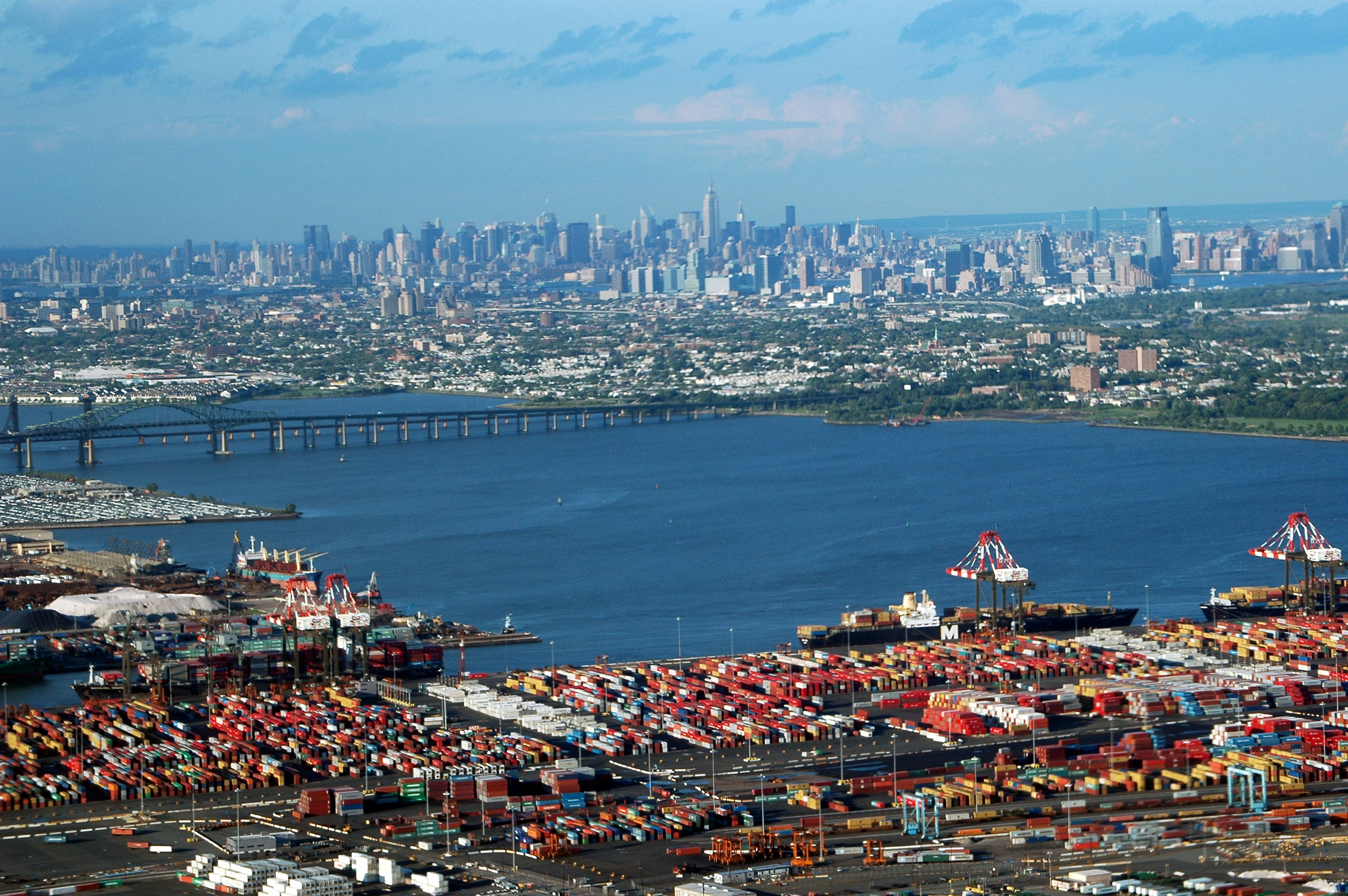
Port Newark im Vordergrund, Blickrichtung nordostwärts nach Newark Bay

In der Newark Bay (New Jersey) fließen von Westen der Passaic und von Norden der Hackensack zusammen. Sie liegt westlich vom Hudson und ist über den Kill Van Kull mit ihm und der Upper New York Bay verbunden. In ihr befinden sich zahlreiche Hafenanlagen. Die wichtigste ist auf dem Westufer der Containerterminal des Port Newark-Elizabeth Marine Terminal auf dem Stadtgebiet von Newark. Im Osten wird sie vom Gemeindegebiet von Jersey Citys und Bayonnes begrenzt und im Süden von Staten Island. Überbrückt wird die Bucht von einer Eisenbahnbrücke und der Vincent R. Casciano Memorial Bridge (umgangssprachlich Newark Bay Bridge, gelegentlich auch noch Turnpike Extension Bridge) für den Kfz-Verkehr.

### Raritan Bay
Die Raritan Bay liegt südlich von New York und Jersey City. Sie ist der westliche Teil der Lower New York Bay, die am Zusammenfluss von Raritan und Arthur Kill, einem Seitenarm des Hudson, liegt und sich trichterförmig zur Lower New York Bay hin öffnet. Im Norden wird sie von Staten Island und im Süden zum Teil vom Gemeindegebiet von Monmouth County, NJ, begrenzt. Dieses endet an seinem Ostende vor dem Atlantik in der landeinwärts laufenden Landzunge Sandy Hook. Dahinter die Naval Weapons Station Earle mit ihrer markanten Pier.
Schiffe, die nicht durch die Narrows fahren, können auch vom Westende der Raritan Bay in den Arthur Kill einfahren, um so in die Newark Bay mit ihren Hafenanlagen zu gelangen. Der Name der Bucht kommt vom Stammesnamen von Ureinwohnern, der auch im Flussnamen Raritan weiterlebt.

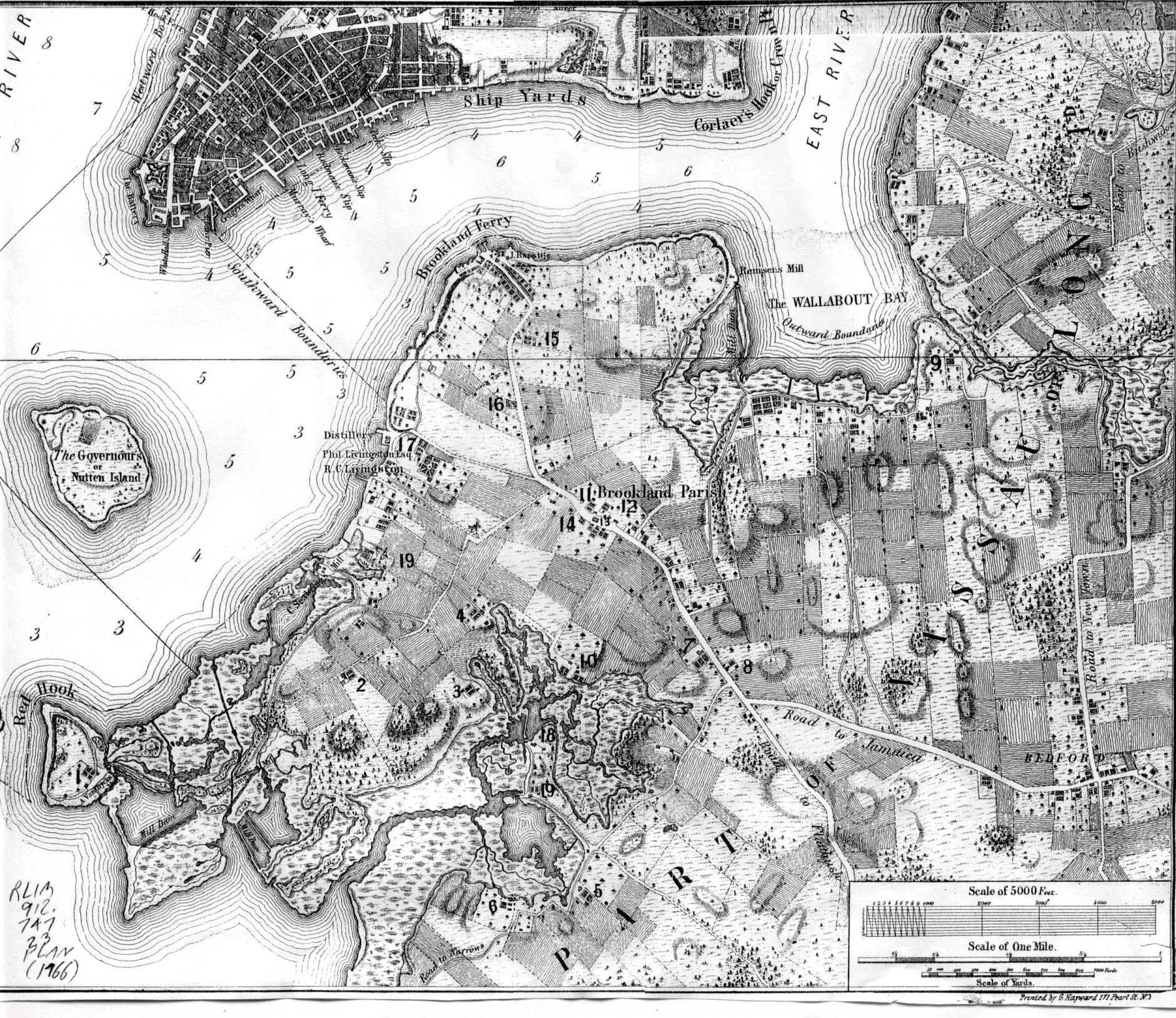
Details südöstlich von Manhattan: Red Hook, Governors Island, Corlaer’s Hook, Karte von 1766

### Upper New York Bay
Die Upper New York Bay wird auch Upper New York Harbor oder the Upper Bay genannt und bildet den eigentlichen Naturhafen. Sie liegt im Sinne der Fließrichtung des Hudson höher und ist der innere, nördliche Teil des natürlichen Hafens von New York. Seine äußeren Grenze sind seewärts die Narrows, Manhattan im Norden, Brooklyn im Osten. Staten Island und New Jersey umgeben die Bucht im Westen. Durch die Narrows sind hier liegende Schiffe zwar noch einer Tide und Brackwasser ausgesetzt aber bereits weitgehend vor dem Unwetter des Nordatlantiks geschützt. Hier liegen die Inseln Ellis, Governors und Liberty Island.

### Wasserwege, -straßen

#### Bronx River
Der Bronx River ist ein etwa 38 Kilometer langer Fluss, der in den East River mündet.

#### Hudson

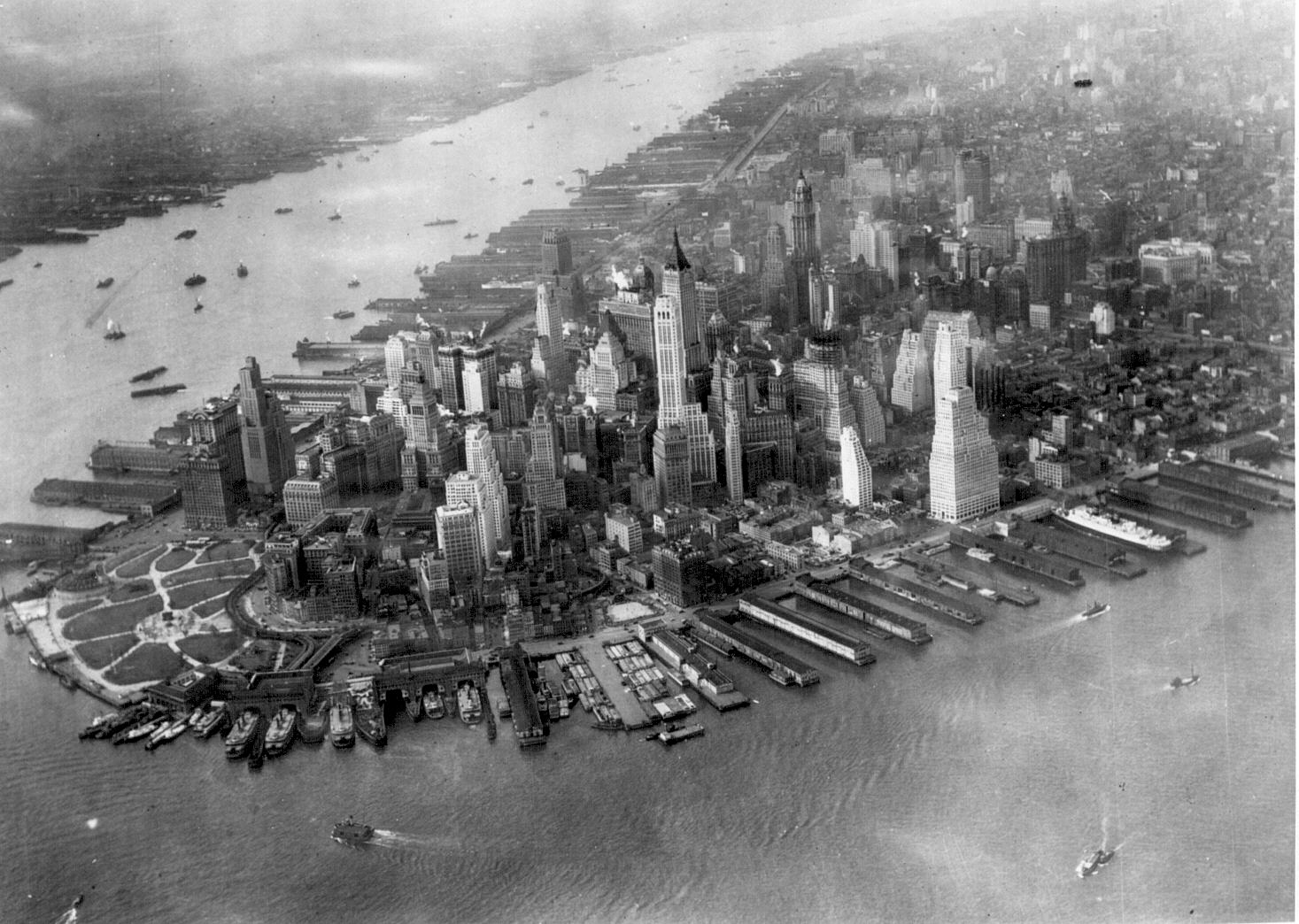
Lower Manhattan um 1931; der Hudson im Bild oben

Der 493 Kilometer lange Hudson River entspringt in den Adirondack Mountains. Von dort fließt er überwiegend in südlicher Richtung durch den Staat New York und nimmt bei Albany das Wasser des Mohawk River auf. Bereits nördlich der Stadt New York sind auf ihm die Atlantik-Gezeiten spürbar. Die ursprünglich in der Gegend lebenden Ureinwohner, die Mahican, nannten den Fluss „Muh-he-kun-ne-tuk“, also den „der in beide Richtungen fließt“.
Auf Höhe der Stadt wird er oft auch nur North River genannt. Europäer entdeckten den Fluss 1524 (Giovanni da Verrazzano). Benannt wurde er später nach Henry Hudson, einem englischen Seefahrer, der ihn 1609 für die Niederländer erkundete.

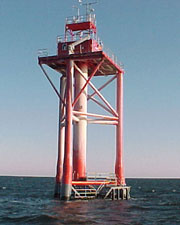
Ambrose Feuer

#### Ambrose Channel
Ambrose Channel ist der Name einer Schifffahrtsstraße in der Lower New York Bay, die von Osten auf die Narrows zuläuft bzw. aus ihnen auf den Atlantik hinaus führt. Sie wird von Breezy Point in Queens, bzw. landeinwärts von der Landspitze Sea Gate an der Gravesend Bay auf dem östlichen Ufer und dem Leuchtfeuer Ambrose Light westlich markiert (Ambroseleuchtfeuer steht östlich von Sandy Hook). Wegen der Strömungen, dem hohen Schiffsaufkommen und der Kollisionsgefahren besteht hier Lotsenpflicht.

#### Arthur Kill

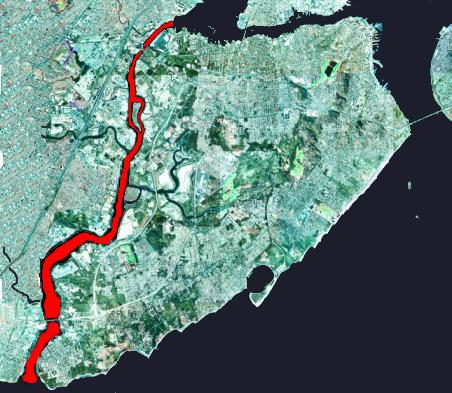
Arthur Kill, verbindet Raritan Bay und Newark Bay
rechts: Staten Island

Der Arthur Kill (Wortbildung aus der niederländischen Kolonialzeit, aus dem Niederländischen "achter kill" für "hinterer Kanal") ist eine 10 km lange und mindestens 168 m breite Wasserstraße, die die Raritan Bay direkt mit der Newark Bay und den dortigen Hafenanlagen verbindet. Das häufig damit in Verbindung verwendete Wort Kanal ist sachlich nur für die immer wieder vertiefte und erweiterte Schifffahrtsrinne berechtigt, da es sich vom Ursprung her um eine natürliche Verbindung handelt.
Der Arthur Kill ist wahrscheinlich ein voreiszeitlicher Hudson-Abfluss. Dabei wird diskutiert, ob er einziger Abfluss oder einer solcher Abflüsse war. Er verbindet Raritan Bay und Newark Bay und wird auch als eine Zufahrt dorthin genutzt. Er trennt die New Yorker Staten Island von New Jersey.
Er wird von der Goethals Bridge, der Outerbridge Crossing und der Arthur Kill Vertical Lift Bridge (Eisenbahn) überquert. In seinem Lauf gibt es zwei Inseln, die Pralls Island und die Isle of Meadows. Das Ufer zur Staten Island ist weitgehend unbefestigt und nicht besiedelt, während auf der Seite New Jerseys viele Fabriken liegen.

#### Eriekanal

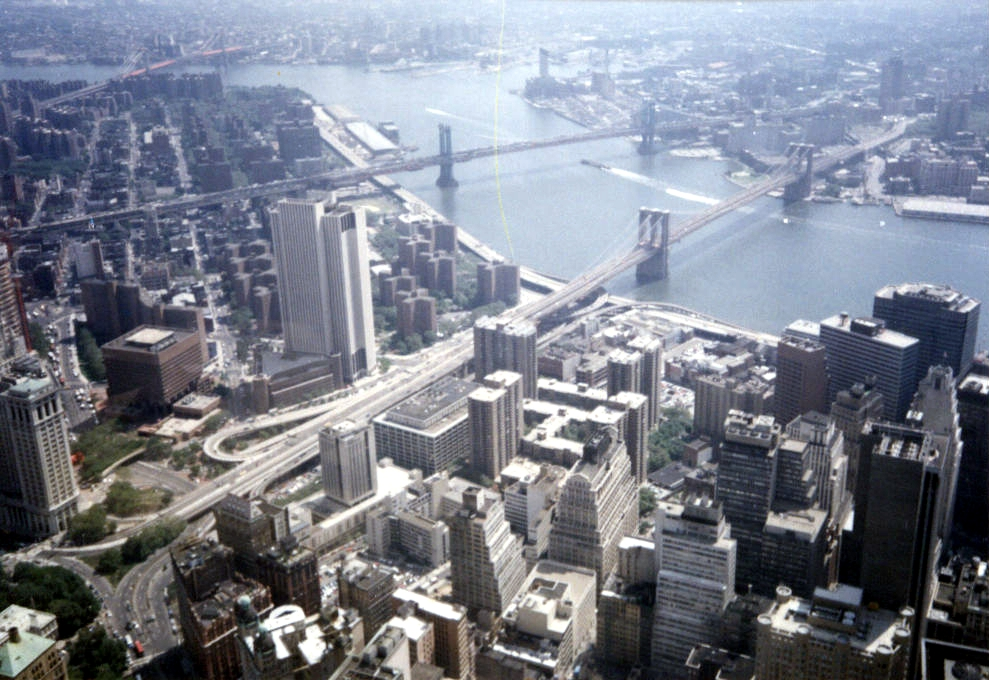
Blick auf den East River mit der Brooklyn Bridge und der Manhattan Bridge

Der Eriekanal, 1825 fertiggestellt, verbindet über den Hudson die Stadt New York mit dem Eriesee. Er ist 584 km lang und zweigt erst nördlich von Albany, also erst etwa 230 km von New York entfernt vom Hudson ab; folgt dem Mohawk in westlicher Richtung bis nach Rome und wird dann erst als Kanal nach Syracuse, Buffalo etc. bis zu den Großen Seen geführt. Er war z. B. durch den Mehl- und Warentransport historisch eine der Voraussetzungen des Wachstums von New York als Drehscheibe des Binnen- mit dem Küstenhandel und dem Import und Export nach Europa.

#### East River und seine Inseln
Der East River ist entgegen seiner Bezeichnung kein Fluss, sondern eine langgezogene schmale Meerenge zwischen Long Island Sound, dem Unterlauf des Hudson und der Upper New York Bay. Das heißt, er ist an seinen Enden zum Atlantik hin geöffnet und unterliegt den Gezeiten wie der gesamte Hafen. In ihm liegen unter anderem die kleine Schwester Manhattans Roosevelt Island (früher Welfare Island), Randalls Island, Rikers Island, Mill Rock, U Thant Island, Wards Island und Governors Island.

#### Harlem River
Der Harlem River ist ein weiterer, schmaler Meeresarm, der über 13 Kilometer Länge den East River und den Hudson verbindet. Er trennt den Norden der Insel Manhattan von der zum Festland gehörenden the Bronx.
Die größte Schifffahrtskatastrophe im Hafen, der Untergang der General Slocum, 1904, geschah an der Mündung des Harlem Rivers in den East River, am Hell Gate (Höllentor).

### Schiffbare Kanäle
Hier werden die schiffbaren Kanäle getrennt nach Gewässerabschnitten genannt:

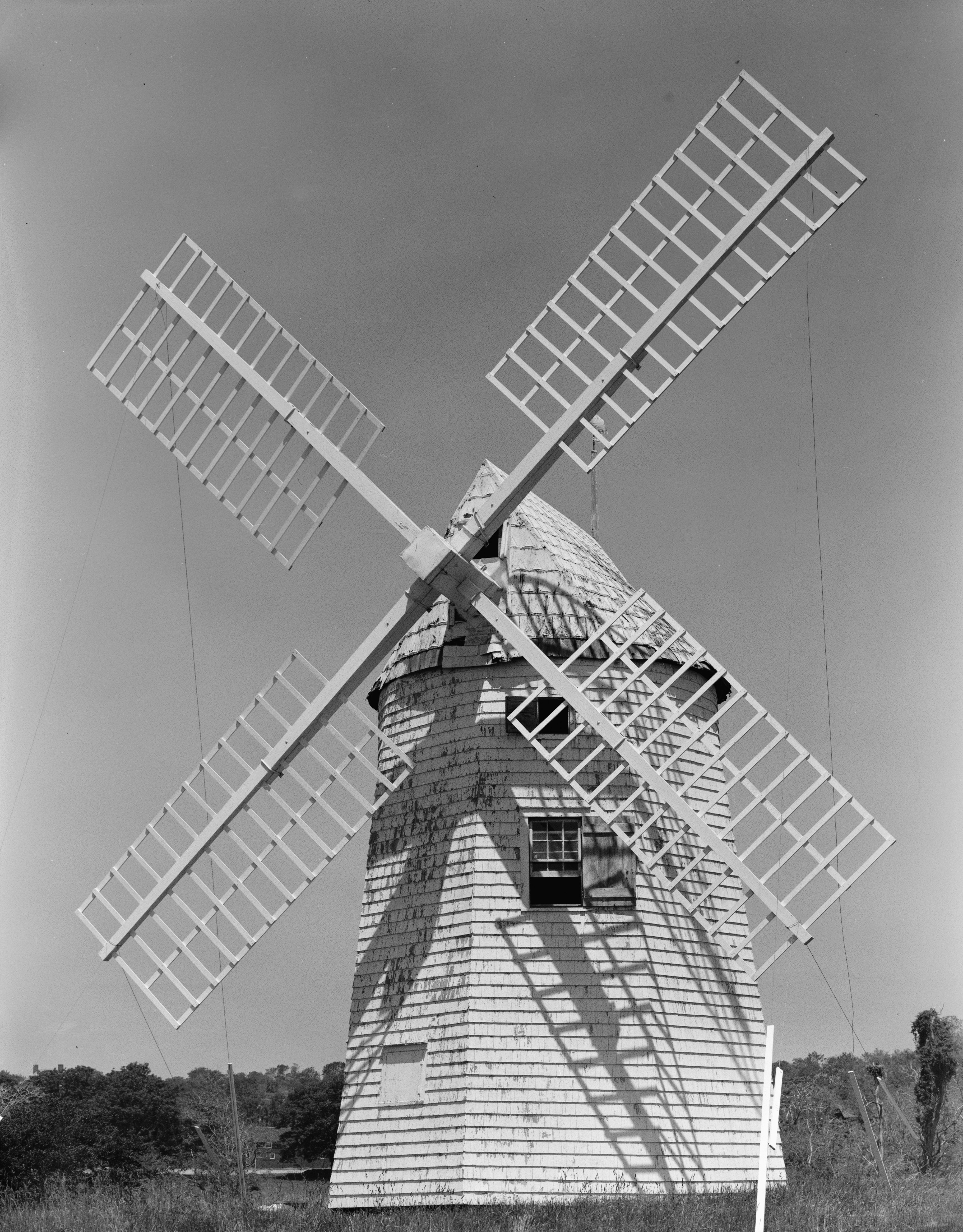
Windmühle auf Gardiners Island

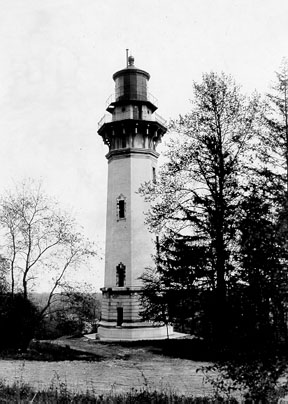
Leuchtturm am Ambrose Channel

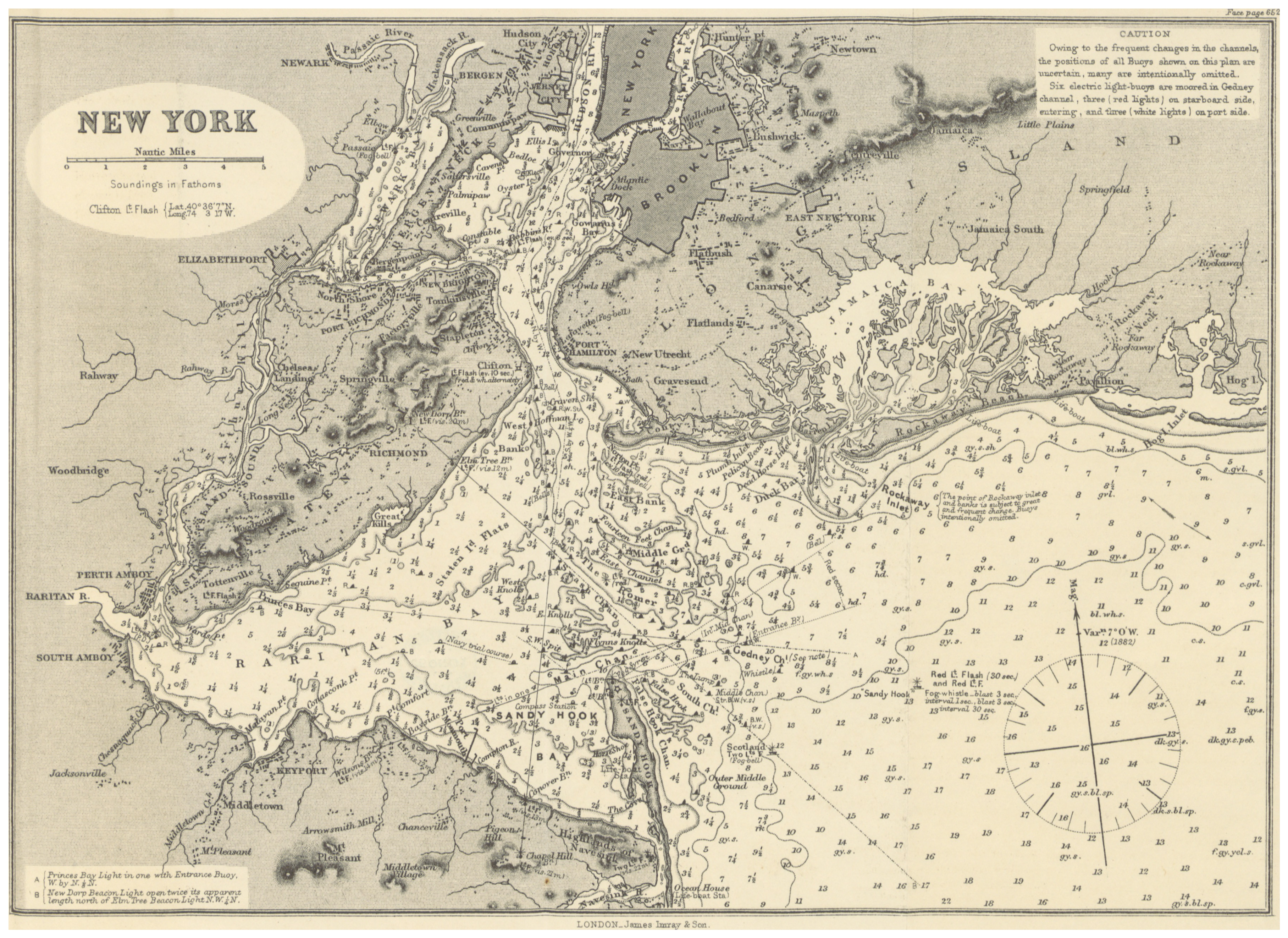
Britische Seekarte von 1885 mit Darstellung der damals verfügbaren Wasserstraßen, Seezeichen und Leuchttürme

| Lower Bay - Swash Channel - Sandy Hook Channel - Terminal Channel - Atlantic Highland Anchorage - Chapel Hill South Channel - Coney Island Channel - Rockaway Inlet - Gravesend Bay Anchorage - Raritan Bay East Reach Raritan Bay - Raritan Bay West Reach - Seguine Point Bend - Red Bank Reach - Ward Point Bend (East & West) - Raritan River Cutoff - Perth Amboy Anchorage - South Amboy Reach - Ward Point Secondary Channel - Great Beds Reach Jamaica Bay - Runway Channel - Island Channel - Beach Channel | Arthur Kill - Outerbridge Reach - Port Socony Reach - Port Reading Reach - Fresh Kills Reach - Tremley Point Reach - Pralls Island Reach - Gulfport Reach - Elizabeth Port Reach - South of Shooters Island Reach Newark Bay - North of Shooters Island Reach - Newark Bay South Reach - Newark Bay Middle Reach - Newark Bay North Reach - Port Newark Branch Channel - Port Newark Pierhead Channel - Elizabeth Channel - South Elizabeth Channel | Kill van Kull - Bergen East Point Reach - Bergen West Point Reach - Constable Hook Reach Upper Bay - Pierhead Channel - Anchorage Channel - Red Hook Channel - Red Hook Flats Anchorage - Bayridge Channel - Greenville Channel - Claremont Terminal Channel - Buttermilk Channel Hudson River - Weehawken Edgewater Channel East River - East Channel - West Channel - South Brother Channel |

## Inseln, Insellage
Vier der fünf Bezirke New Yorks (Boroughs) liegen selbst nicht auf dem Festland. Brooklyn und Queens liegen größtenteils auf Long Island; nur der Stadtbezirk the Bronx liegt nicht auf einer Insel.
Im East River liegen unter anderem die kleine Schwester Manhattans Roosevelt Island (früher Welfare Island) und Wards Island (u. a. Isolierstation, Aufnahmeeinrichtung für Einwanderer und zeitweise weltweit größtes psychiatrisches Krankenhaus).
Mehr oder weniger große der übrigen etwa 30 Inseln von NYC sind jeweils den Stadtbezirken verwaltungsmäßig zugeordnet. Wie zum Beispiel City Island, Hart Island und Rikers Island der Bronx und Ellis Island sowie Governors Island zu Manhattan.
Die in den Gewässern von und unmittelbar vor New Jersey liegende Insel Liberty Island (früher Bedloe’s Island) ist Standort der Freiheitsstatue (amerikan. Lady Liberty). Sie war bis 2012 (vor dem Sturm Sandy) von einem der Wärter des Monuments bewohnt. Offiziell steht sie unter Bundesverwaltung.
Das 190 Kilometer lange Long Island gehört zum US-Bundesstaat New York. Im Hafengebiet liegen weitere Inseln, die zu den Nachbarstädten in New Jersey gehören.
 Siehe auch die vollständige Liste der Inseln in New York City

## Leuchttürme und Lichtsignale
Am Hudson:
- Jeffreys Hook Lighthouse am Jeffries Point in Manhattan (Little red lighthouse; siehe Abbildung)
- 1884 Lighthouse at Sleepy Hollow
- Stony Point Lighthouse in Rockland County.
- Esopus Meadows Lighthouse
- Rondout Lighthouse
- Saugerties Lighthouse
- Hudson-Athens Lighthouse

An der Küste von New Jersey:
- Sandy Hook Lighthouse (1764, Isaac Conro; zugleich ältester funktionierender Leuchtturm der Vereinigten Staaten, auf dem Gelände des ehemaligen Forts Hancock; Historic Landmark)
- Conover Beacon (Chapel Hill Front Range)
- Romer Shoal Light
- Great Beds Light
- West Bank Light (Range Front)
- Old Orchard Shoal Light
- Robbins Reef Lighthouse, bekannt auch als Kate’s Light

Auf New Yorker Seite:
- Ambrose Lightship (1968 Außerdienststellung bzw. ersetzt durch …)
- Ambrose Light (signalisiert seither die Schlussphase der Wege in die Narrows und war immer wieder Zielmarke für das Blaue Band der schnellsten Atlantik-Überfahrt)
- Coney Island Light (Nortons Point)
- Freiheitsstatue und damit verbundene Einrichtungen
- Princes Bay Light
- New Dorp Light (Swash Channel Range Rear, 1964 Außerdienststellung)
- Staten Island Range Light
- Fort Wadsworth Light (1965 Außerdienststellung)
- Blackwell Island Lighthouse (1934 Außerdienststellung)
- Throgs Neck Light
- Kings Point Light
- Execution Rocks Lighthouse
- Stepping Stones Light
- Whitestone Point Light

## Infrastruktur
Dazu gehören auch große Frischwassertunnels (Nr. 1 bis Nr. 3; z. B. vom New Croton Aqueduct, Catskill aqueduct oder vom Delaware system her) und andere Wasserleitungen, die zum Teil im Hafen laufen.

### Sicherheit
Die Feuerwehr in New York City (Fire Department of New York abgekürzt FDNY) unterhält als Hafenfeuerwehr drei Kompanien mit diversen Löschbooten. Nachdem die Feuerwehr 1731 gegründet worden war, wurde 1809 von ihr das erste Feuerlöschboot in Dienst gestellt.
Die für die Hafengebiete zuständige Polizeibehörde ist seit 1953 die Police Division der Waterfront Commission of New York Harbor (WCNYH). Sie ist eine zweistaatliche Behörde der US-Bundesstaaten New York und New Jersey und arbeitet eng mit beiden städtischen Polizeien und den Bundesbehörden zusammen.
Als Grenzpolizei arbeitet der Küstenschutz (United States Coast Guard; zuständig für NYCs Gewässer ist der „District One“, Sitz in Boston mit seinem Sector New York).

### Lokale und nationale Verkehrsanbindungen

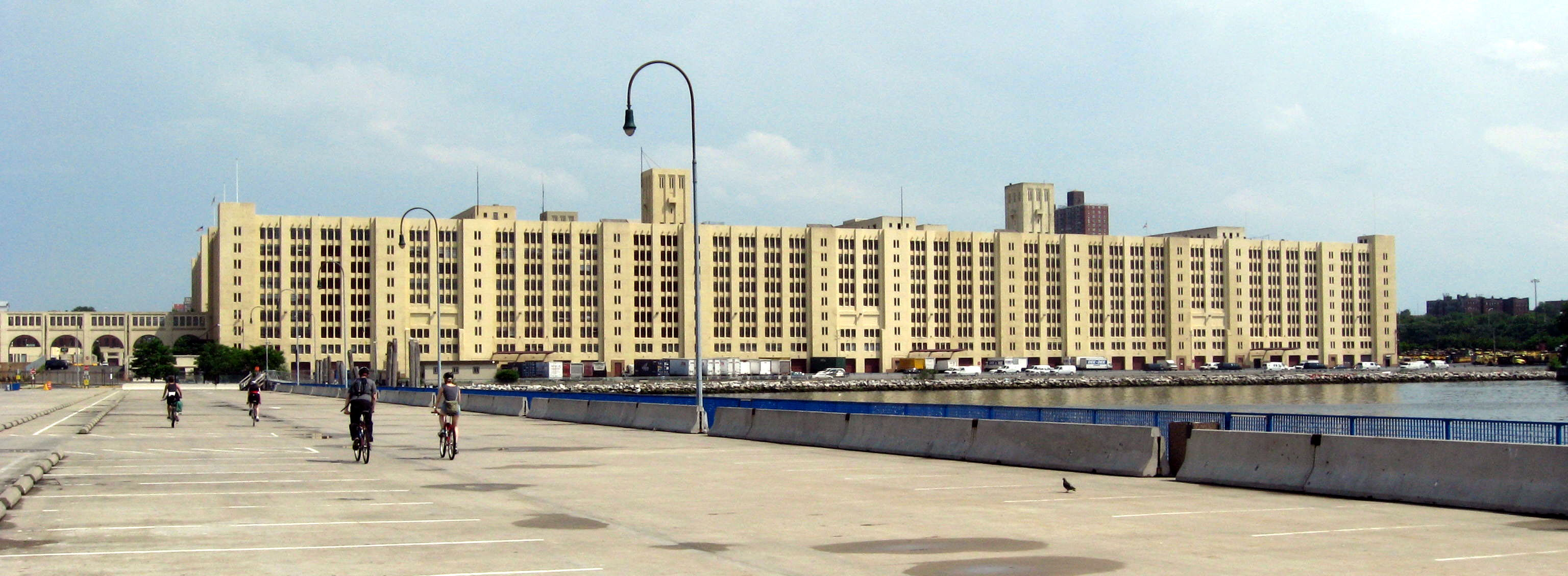
Der Army-Terminal, Brooklyn, 57. Straße

#### Kanäle, Binnenhafen

Autobahnnetz (Interstate Highways)

Mit dem Bau des Eriekanals entstand zwischen 1789 und 1825 eine günstige Warentransportverbindung zwischen dem Eriesee, Hudson und New York (dem Atlantikhafen). Er ist 584 Kilometer lang, 12 Meter breit und 1,2 Meter tief. Er diente seitdem der Erschließung und Besiedlung der Gebiete um die Großen Seen.

#### Bahn und Straßen
Traditionell bieten Eisenbahnen seit der Mitte des 19. Jahrhunderts für die gesamte Ostküste sehr gute Hafenanschlüsse; insbesondere entlang der Ostküste und hin zu den Großen Seen (Cleveland, Detroit, die Ohio-Region und Chicago).
Durch den Containerumschlag spielt vermehrt auch der Straßenverkehr eine wichtige Rolle für den Handel mit dem Binnenland.
Mit der Zunahme des Straßenverkehrs und seit dem Ausbau der Fernverkehrsstraßen ist der Hafen an das Autobahnnetz der USA angeschlossen, z. B. über den Lincoln Highway (1913), die U.S. Route 1, Route 1 Extension (heute die New Jersey Route 25, den ersten „Super Highway“ in den Vereinigten Staaten), die Interstate 95, I 80, I 278, den Long Island Expressway (L.I.E.; I 495) oder auch die Route 130.
- Siehe auch die Hauptartikel zu den Eisenbahngesellschaften CSX Transportation, NYC und New York, New Haven and Hartford Railroad

#### Fähren und Wassertaxen, Flughäfen

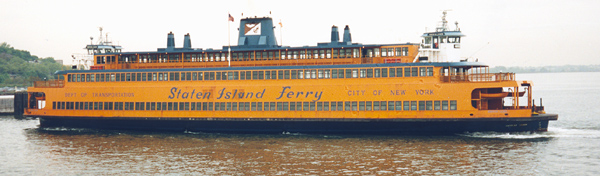
Staatl. Fähre

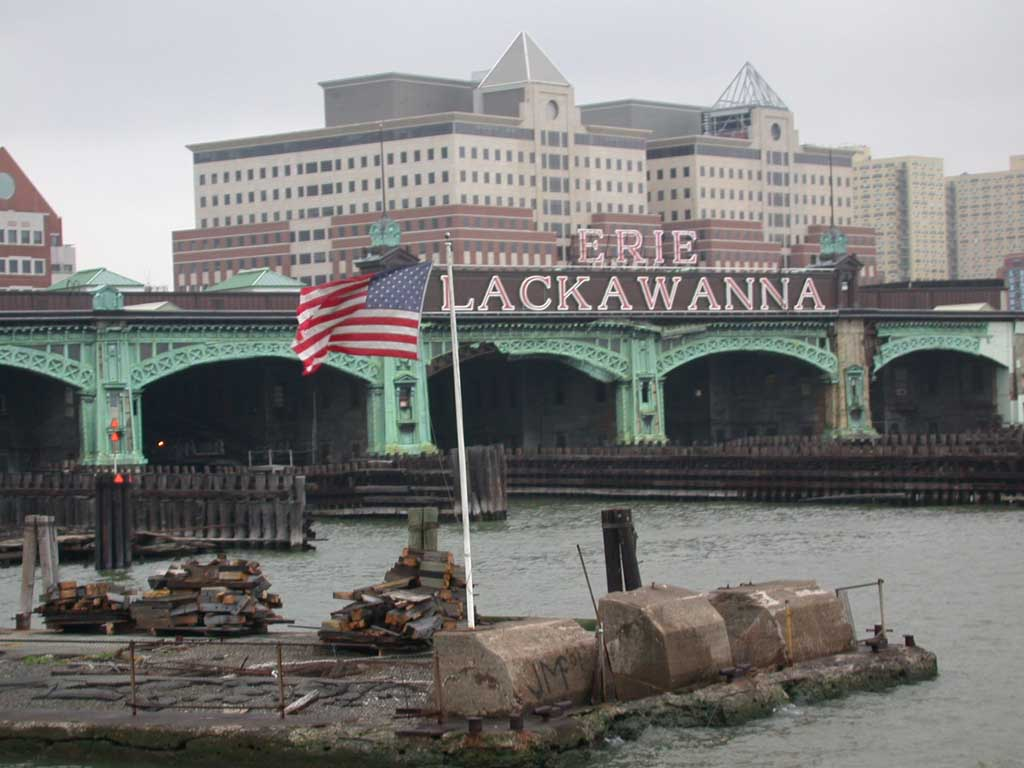
Anlegestelle Hoboken, New Jersey

Das kostenfreie öffentliche Fähren-System in New York verbindet Uptown und Downtown und bietet Fahrten nach Staten Island, Brooklyn, Queens, in die Bronx und nach New Jersey. Die Hauptverbindung, The Staten Island Ferry, pendelt bereits seit 1905. Auf der heute 25-minütigen Fahrt sieht man auch auf die Freiheitsstatue und Lower Manhattan. Seit 2017 betreibt NYC Ferry ein umfangreiches Fährnetz mit Verbindungen zwischen allen fünf New Yorker Stadtbezirken.
Ähnlich Taxen auf Straßen funktionieren die Dienste von NY Waterway (Anlegestellen in Manhattan und New Jersey und bei den Baseballstadien; zentral in NJ bei Weehawken Port Imperial und am Pier 78) und New York Water Taxi (Anlegestellen in Downtown Manhattan und Brooklyn, an der West 23rd Street und bei Circle Line an der West 42nd Street).
Einige ehemalige Piers bieten Flugdecks für Hubschrauber-Zubringerdienste. Eine Weiterentwicklung ihrer Aufgabenstellung im Hafen war übrigens die Übertragung der Betreiberschaft für die drei großen Flughäfen New Yorks an die zweistaatliche Hafenbehörde (PANYNJ).

#### Piers in Manhattan
Die Piers in Manhattan haben folgende Nummerierung/Lage (ausgehend von der Südspitze):
- Am East River folgen von Südwest nach Nordost die:
  - Piers beginnend mit der Nummer 1 bei der Whitehall Street bis Nummer 19 an der South Street. Der Peck Slip befindet sich am Ende dieser Reihe.
- Am Hudson River der hier noch oft North River genannt wird; von Süden nach Nordwest:
  - Die früheren Piers 1 bis 21; diese liegen heute unter dem Aushub des beim Bau des World Trade Centers gewonnenen Lands. Der Bau war 1973 beendet, das gewonnene Land ist jetzt Teil der Battery Park City.
  - Es folgen nach dem North Cove Yacht Harbor beim Brookfield Place nordostwärts die Piers mit den Nummern:
  - Pier 25 an der West Street (bei der North Moore Street), bis Pier 99 bei der 12th Avenue. Davon hatten die Chelsea Piers von Pier 84 bis Pier 94, als Manhattan Cruise Terminal oder New York City Passenger Ship Terminal in den 1930er Jahren erbaut, zeitweise den Namen Luxury Liner Row, da hier die großen Passagierschiffe nach Europa ablegten.
- Am Südende Manhattans befinden sich:
  - A Little West Street – Esplande Battery Place (schon zum Hudson River)
  - Battery Park – Battery Place, State Street & Whitehall Street Triborough Bridge und Hell Gate Bridge im Norden; Blick von Queens nach Manhattan

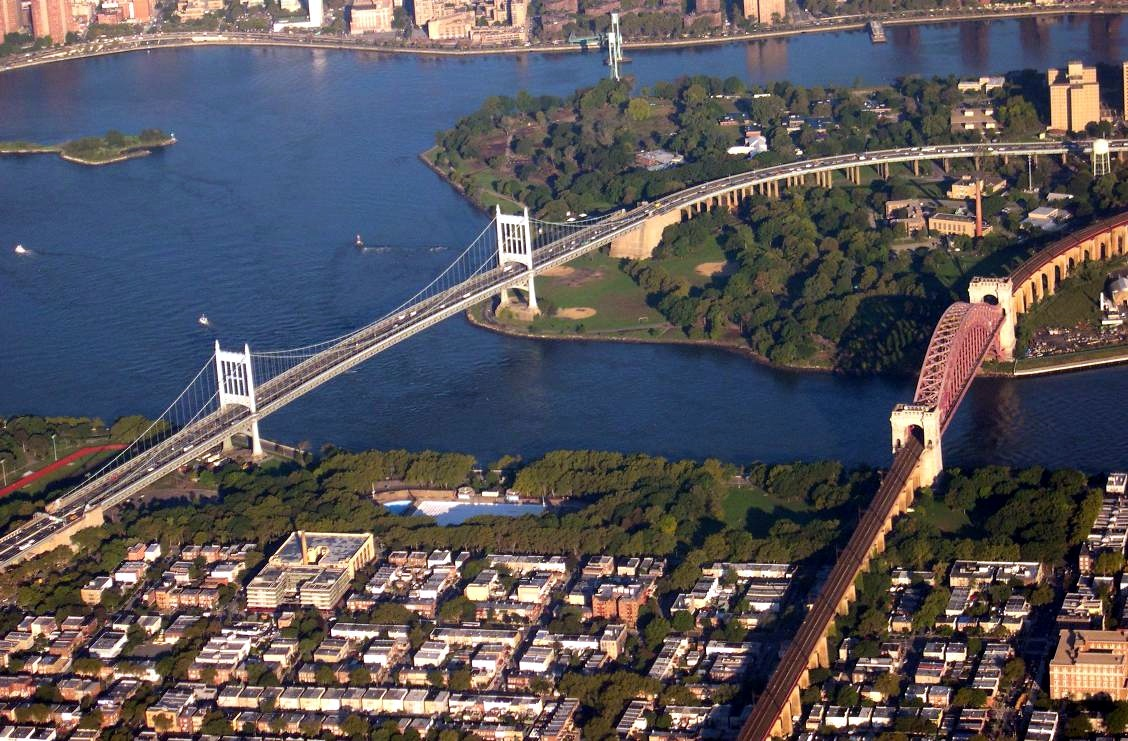
Triborough Bridge und Hell Gate Bridge im Norden; Blick von Queens nach Manhattan

  - Gateway 1 bis 6 an der Admiral Dewey Promonade – Esplande
  - Das Coast Guard Battery Park Building
  - Das Whitehall Terminal und Battery Maritime Building an der Whitehall Street/South Street

#### Querungen für den Landverkehr, Brücken, Tunnels
- Siehe dazu den Artikel Brücken und Tunnel im New Yorker Hafen

In New York gibt es ca. 2000 Brücken. Die längste Brücke ist die südlich gelegene und bereits genannte Verrazzano-Narrows Brücke, die Staten Island und Brooklyn über die Hafenzufahrt zum/vom Atlantik hinweg verbindet.
- Die Brücken über den East River nach Manhattan an dessen Nordostufer sind von Nord nach Süd die: Throgs Neck Bridge, Bronx-Whitestone Bridge, die Eisenbahnbrücke von der Randalls Wards bzw. Park Ave, Third Ave Bridge, Willis Ave Bridge, Triborough Bridge, Queensboro Bridge, Williamsburg Bridge, Manhattan Bridge und die Brooklyn Bridge (Baujahr 1883), die oft als die Brücke New Yorks abgebildet wird (eines der Wahrzeichen).
- Am Westufer Manhattans gibt es ganz im Norden die Bear Mountain Bridge, es folgen die Tappan Zee Bridge (Dewey Thruway) und im Zentrum die George Washington Bridge (die einzige Brücke, die Manhattan nach Westen mit New Jersey, dem Festland, verbindet).

Siehe dazu insbesondere den Artikel über die Metropolitan Transportation Authority (MTA) des Staates NY mit den MTA-Brücken und -Tunnels und dem ÖPNV in der Stadt und der Region.

## Besondere Ereignisse, Jahrestage

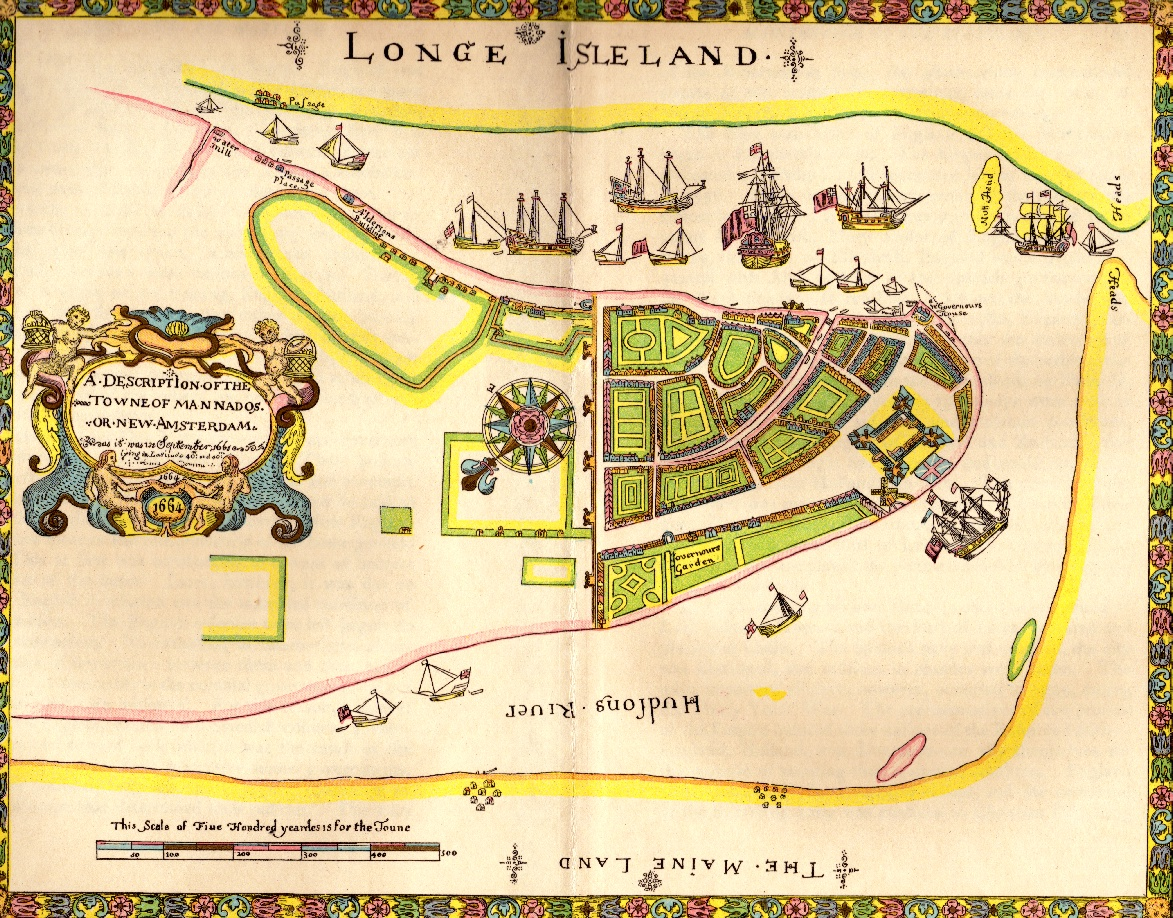
Karte New Yorks von 1664 mit eingezeichneter Hafennutzung; rechts (südwestliches Ende Manhattans) das Fort

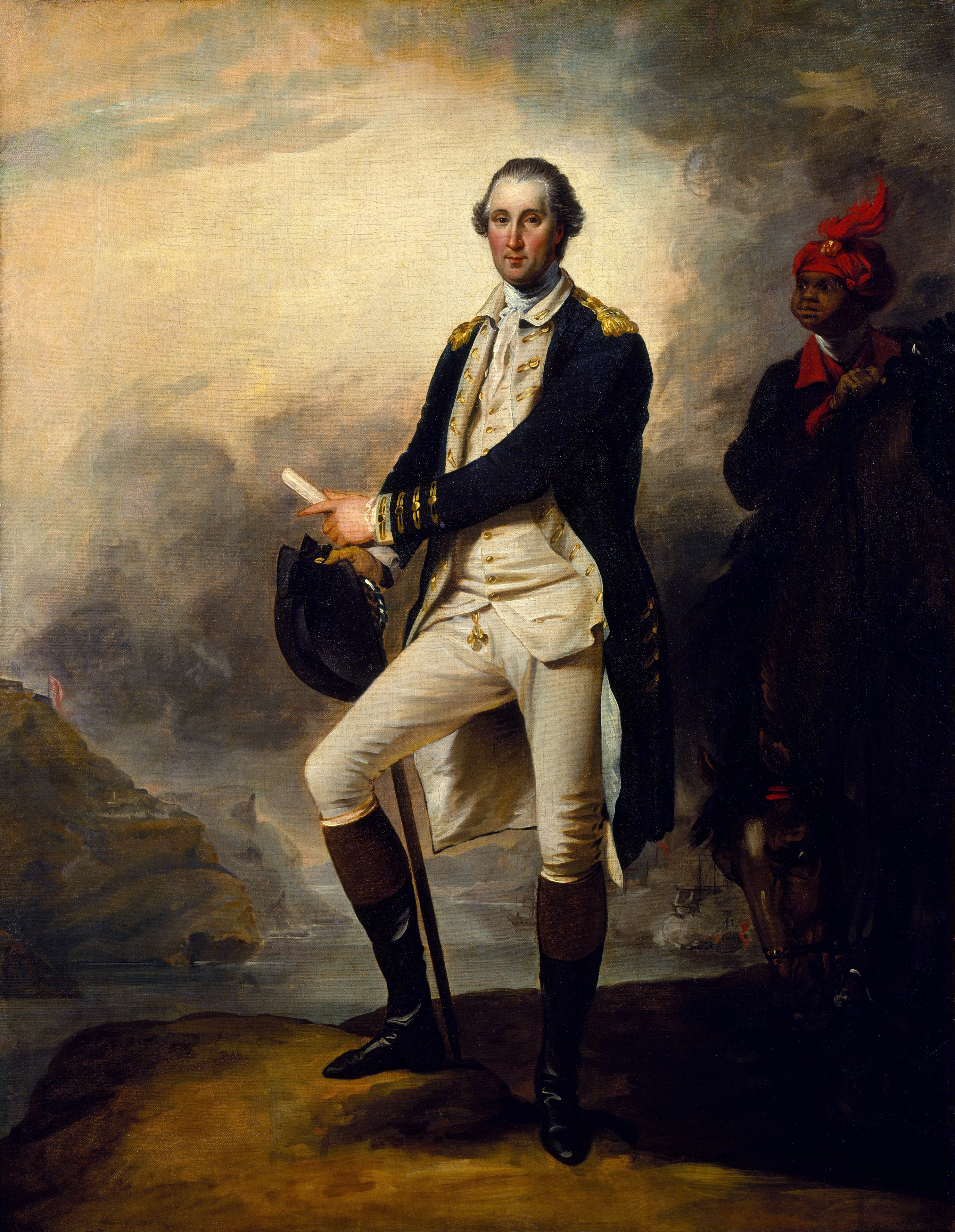
George Washington (John Trumbull, 1780)

Die Geschichte des Hafengebiets ist in der Neuzeit weitgehend identisch mit der Geschichte der Stadt New York. Hier folgen deshalb einige für den Hafen markante Daten zusätzlich:
- 11. September 1609: Henry Hudson entdeckte die Insel Manhattan und folgte dem dort mündenden, später nach ihm benannten Strom flussaufwärts
- 28. August 1664: vier englische Kriegsschiffe erzwangen die Unterwerfung Nieuw Amsterdams, den Verwaltungssitz der damaligen niederländischen Kolonie Nieuw Nederland, unter die englische Herrschaft
- Im Oktober 1683 wurde durch den Gouverneur der engl. Krone erstmals eine New Yorker Vertreterversammlung im Fort einberufen, nach Fort Amsterdam bzw. Fort James (zerstört nach 1790)
- 27. August 1776: Im Amerikanischen Unabhängigkeitskrieg gewannen die königlichen Truppen Englands gegen die Truppen der Kolonisten unter George Washington in der Schlacht von Long Island (im heutigen Prospect Park, Brooklyn, New York) und besetzten danach New York. Das Hauptquartier der britischen Truppen mit fast 500 Schiffen und 32.000 Mann Besatzung lag auf Reede vor Staten Island. Auf den davor ankernden Schiffen wurden danach zehn Tausend Kriegsgefangene bis zum Friedensschluss eingesperrt.

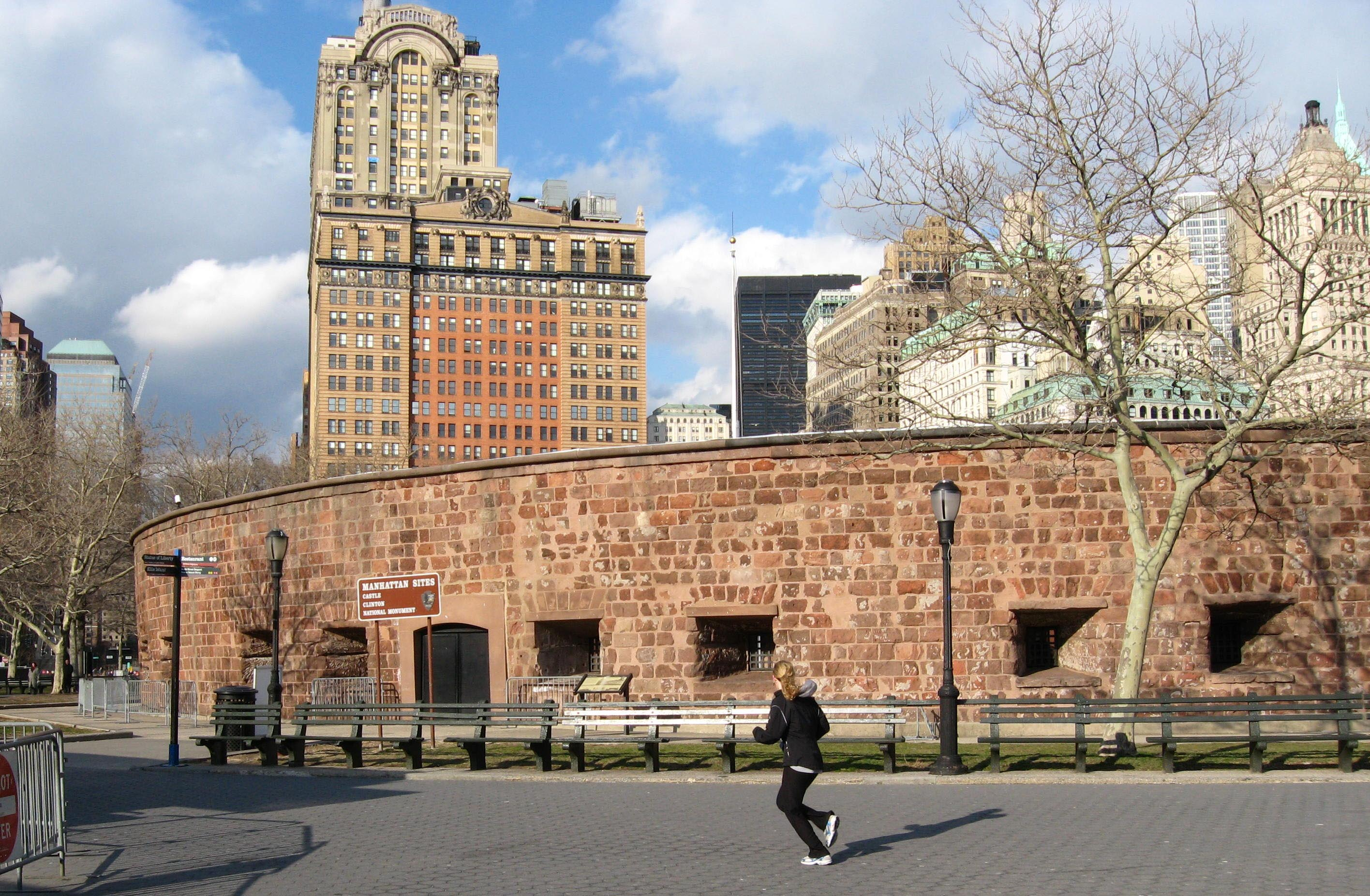
Castle Clinton

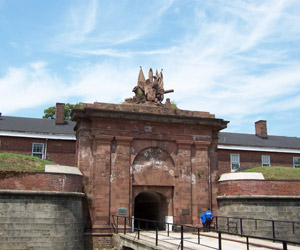
Fort Jay, GI

- 1811 wurde neunzig Meter vor der Uferlinie der Insel Manhattan Castle Clinton gebaut, auch Castle Garden. Es war eine vorgelagerte Artilleriestellung, die durch einen Damm mit dem Battery Park verbunden war. Es diente zusammen mit den auf Governors Island gelegenen Festungen Fort Jay und Castle Williams dem militärischen Schutz der Wasserstraßen um New York City sowie dem der Stadt selbst. Inzwischen ist es verlandet und wurde zeitweise als Theater und Aquarium genutzt. Castle Clinton war von 1855 bis 1890 die Immigration Station (noch vor Ellis Island; über acht Millionen Einwanderer kamen hier an)
- 30. Juli 1871: An Bord der Passagierfähre Westfield, die am Staten Island Ferry Terminal in Manhattan lag, kam es zu einer Kesselexplosion. 125 Menschen kamen beim schwersten Fährunglück im New Yorker Hafen ums Leben.
- 1855–1892: wurde das ehemalige Castle Clinton zur Empfangsstation für sieben Millionen Einwanderer (seit 1890 als staatl. Einrichtung)
- 1892: Ellis Island löste Castle Clinton in dieser Funktion ab
- 1845–1861: Bauzeit der Battery Weed westlich über den Narrows, hieß zunächst Fort Richmond, umbenannt nach dem im Bürgerkrieg gefallenen General Stephen Weed; ergänzt zur Landseite mit. Fort Tompkins, alle zusammen später Fort Wadsworthg.
- 1864: eine erste, im Sinne moderner Gewerkschaften, Longshoremen's Union Protective Association (LUPA) wurde im NYer Hafen gegründet (Schauerleute-, Hafenarbeiter-Gewerkschaft). Sie ging über in die an der gesamten Ostküste aktiven International Longshoremen's Association (ILA, 1895)[5]
- 1898 schlossen sich die New York County (Manhattan), Kings County (Brooklyn), Richmond County (heute Staten Island), Queens County (Queens) und Bronx County zu Greater New York zusammen und bilden seither die Five Boroughs.

,

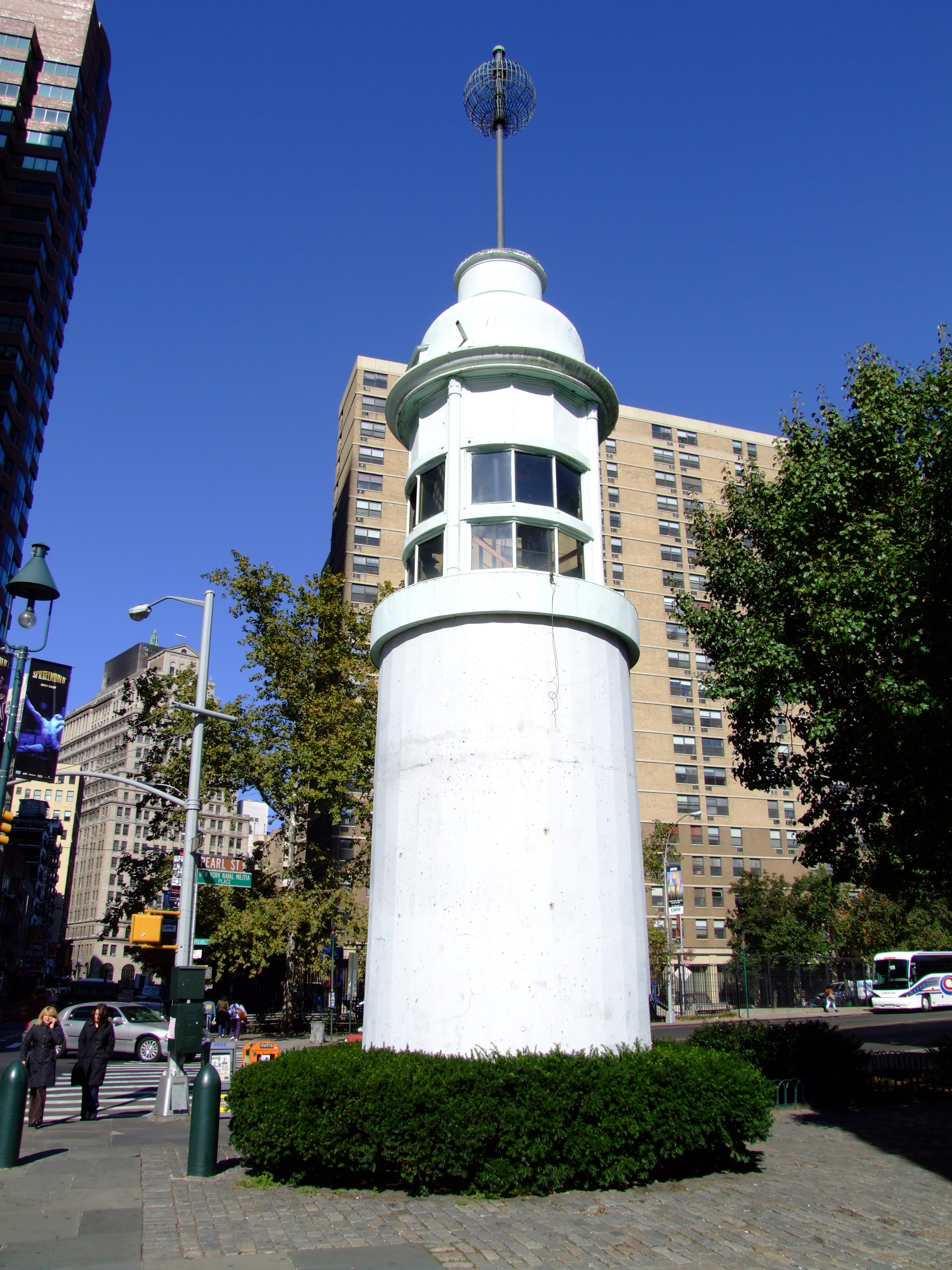
Titanic-Denkmal, 1913, jetzt am South Street-Museum

- 30. Juni 1900: Brand des Piers in Hoboken (Hoboken Docks Fire), die Piers des Norddeutschen Lloyd in Hoboken, New Jersey, brannten und zerstörten dort liegende Schiffe wie die Saale, dabei ca. 125 bis 400 Tote (nach weit auseinander liegenden Zahlen verschiedener Quellen).
- 15. Juni 1904: der Raddampfer General Slocum brannte bei einer Ausflugsfahrt einer deutschen Kirchengemeinde auf dem East River und sank. Bei der Katastrophe kamen 1021 Personen ums Leben. Es war bis heute die größte zivile Schiffskatastrophe in den USA. Danach wurden die Sicherheitsvorschriften für Schiffe verschärft.
- 18. April 1912: Nach dem Untergang des Passagierdampfers Titanic erreichte die Carpathia mit 705 geretteten Personen den Hafen von New York. (Extra für den Tiefgang der Titanic war der Hafen zuvor umgebaut worden.)

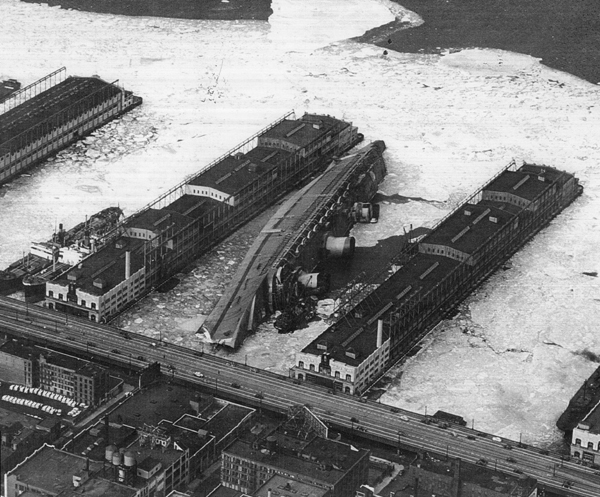
Zweiter Weltkrieg: Die gekenterte Lafayette, 1942

- 30. Juli 1916: Explosion/Sprengstoffanschlag auf die Umschlags- und Lagerungseinrichtung für Munition auf Black Tom Island
- 29. August 1929: Die erste Weltfahrt (Weltumrundung) durch ein Luftschiff, LZ 127 mit Eckener als Kapitän, finanziert von Hearsts Pressekonzern, endete mit der Überquerung des Hafens und der folgenden Konfettiparade in New York
- 27. August 1931: Die deutsche Dornier Do X (eine Art Wasserflugzeug für Passagiere) landete im New Yorker Hafen, wo das Verkehrsflugboot mit großem Jubel empfangen wurde.
- Robert Moses (1888–1981) wurde wichtigster Stadtplaner für Stadt- und Hafengebiet (the "master builder" of mid-20th century)
- September 1938: Great New England Hurricane
- 1941–1945: Der Hafen war Ausgangspunkt vieler Nachschublieferungen (Konvois) (z. B. HX-Geleitzüge) zur Westküste Englands später auch in Richtung des Kriegsschauplatzes Mittelmeer. Siehe unter Army Terminal und Marinewerften. Zu Beginn des Krieges operierten deutsche U-Boote zeitweise vor ihm.
- 22. Februar 1942: Brand auf dem Truppentransporter Lafayette, der ex-Normandie (Abb. rechts)
- 25. Juli 1956: Untergang der Andrea Doria an der Küste vor New York (1660 Menschen gerettet, 46 Tote)
- 1969: Die Queen Elizabeth 2 fuhr bei ihrer Jungfernfahrt von Southampton her den New Yorker Hafen an (2. bis 6. März 1969, Fahrtdauer: 4 Tage, 16 Stunden, 35 Minuten)
- 2. Oktober 1985: Hurrikan Gloria passierte die Region
- 22. März 1992: 27 Menschen von 57 an Bord von US Air-Flug 405 sterben, nachdem ihre Maschine in LaGuardia Airport von der Startbahn in die Flushing Bay stürzte
- 11. September 2001: Ungezählte New Yorker werden nach den Terroranschlägen auf die World-Trade-Center-Hochhaustürme über den Fluss evakuiert. Sperre auch der Flughäfen der Hafenbehörde, der auch die Towers gehören.
- 2004: Die Queen Mary 2, das derzeit längste Passagierschiff der Welt, fuhr 2004 erstmals auch nach NYC. Schon bei ihrem Entwurf musste die Höhe der Verrazzano-Narrows Brücke berücksichtigt werden. Sie ist das niedrigste Hindernis, das auf der Route Southampton – New York City passiert werden muss. Der Zwischenraum zwischen Schornstein und Brücke beträgt bei ihrer größten Annäherung noch zwei Meter.
- 15. Oktober 2003: die Andrew J. Barberi, eine Fähre der Staten Island Ferry, rammte in voller Fahrt im Fährhafen ein Arbeitsdock. Es gab 10 Tote und sehr viele Verletzte.[6]
- 15. Januar 2009: einem Passagierflugzeug gelang unmittelbar nach dem Start vom Flughafen LaGuardia, NYC, eine Notwasserung auf dem Hudson (US-Airways-Flug 1549). Es gab keine Toten. Fähren, private Boote und Löschboote retteten die 155 Überlebenden (alle an Bord) von den Flügeln des äußerlich kaum beschädigten Airbus A320. Auf dem Fluss wurde kein Schiff gerammt.
- 8. Mai 2010: die Andrew J. Barberi, rammt erneut dieselben Hafenanlagen wie 2003; es gibt ein Todesopfer und über 60 Verletzte.
- 28. August 2011: Das Zentrum des in Süd-Nord-Richtung laufenden Hurrikans Irene befand sich auf der Höhe von NYC. Er konnte hier auf „Tropensturm“ zurückgestuft werden. Die Vorsichtsmaßnahmen umfassten die Räumung von Kliniken und Pflegeheimen und die komplette Stilllegung der U-Bahnen (erstmals in ihrer Geschichte) und der Buslinien.
- 29. Oktober 2012: Die durch den Hurrikan Sandy verursachte Sturmflut und bis zu sieben Meter hohe Wellen einer Springflut führten an den Küsten zu Schäden durch Überflutung und deutliche Küstenerosionen. Der Pegel im Battery Park an der Südspitze Manhattans erreichte einen neuen Höchststand, der die bisherige Höchstmarke beim Durchzug von Hurrikan Donna übertraf. In der Folge wurden zum ersten Mal seit über 100 Jahren mehrere U-Bahn-Tunnel überflutet. Der Hudson trat vorübergehend über die Ufer. Insgesamt verursachte Hurrikan Sandy in den USA Schäden von 70 Milliarden Dollar. In der Folge gibt es Pläne zur Verbesserung des Hochwasserschutzes der Städte.

## Museen

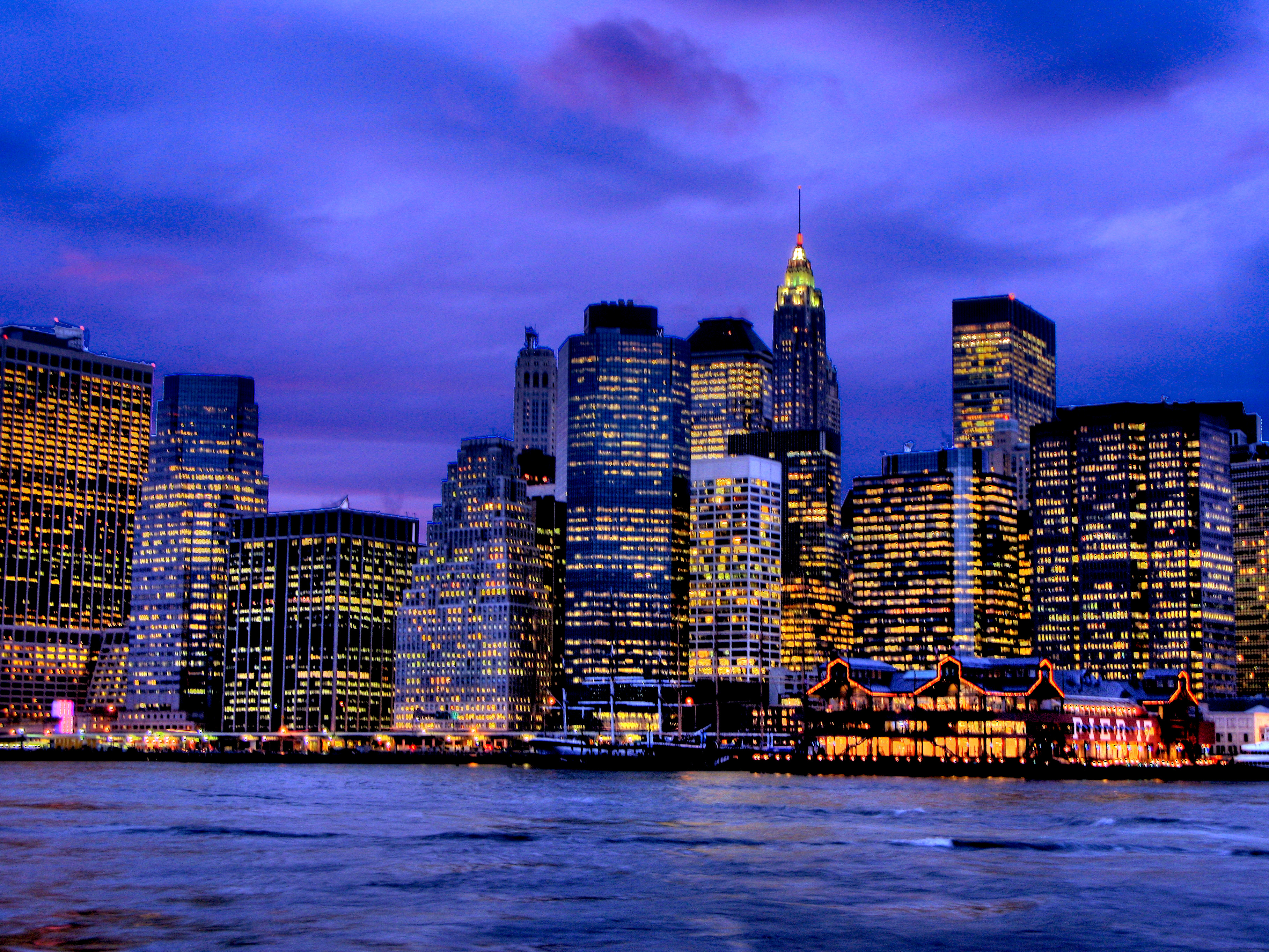
Seaport Museum, abendliche Stimmung am Hafen

- Der South Street Seaport im Südosten Manhattans ist ein weitgehend denkmalgeschütztes Quartier am East River. Dort befindet sich am Pier 16 seit 1967 das South Street Seaport Museum, dieses ist seit 1998 Amerikas Nationales Maritime Museum; dort liegen als Museumsschiffe die Viermastbark, der Frachtsegler, Peking (Bj. 1911) und Wavertree (1885 in Southampton), die Schoner Pioneer (1885), Lettie G. Howard (1893), das Feuerschiff Ambrose (1908, LV 87), die Dampfschlepper Helen McAllister (1900, Ex-Admiral Dewey) und W.O. Decker (1930) und die Marion M. (1932, ein Leichter für ein ehemaliges Seezeichen).
- Das Intrepid Sea-Air-Space Museum befindet sich am Pier 86 in Höhe 46. Straße West. Es ist im Kern ein Flugzeugträger des Zweiten Weltkriegs (Pazifikflotte, 1974 außer Dienst gestellt) mit weiteren technischen Ausstellungsstücken der US-Seestreitkräfte, zur Luft- und Raumfahrt (NASA) der USA. Seit 2012 ist dort auch die „Enterprise“, das erste US-Weltraum-Shuttle (Raumfähre), zu sehen.
- 2011 wurde das Museum Bldg 92: Brooklyn Navy Yard Center zur Geschichte der Marinewerften an dieser Stelle eröffnet.[7]
- Noble Maritime Collection, ein marines Museum auf Staten Island
- Snug Harbor Cultural Center and Botanical Garden im Norden von Staten Island
- Siehe auch →den Hauptartikel: Museen in New York

## National Parks of New York Harbor

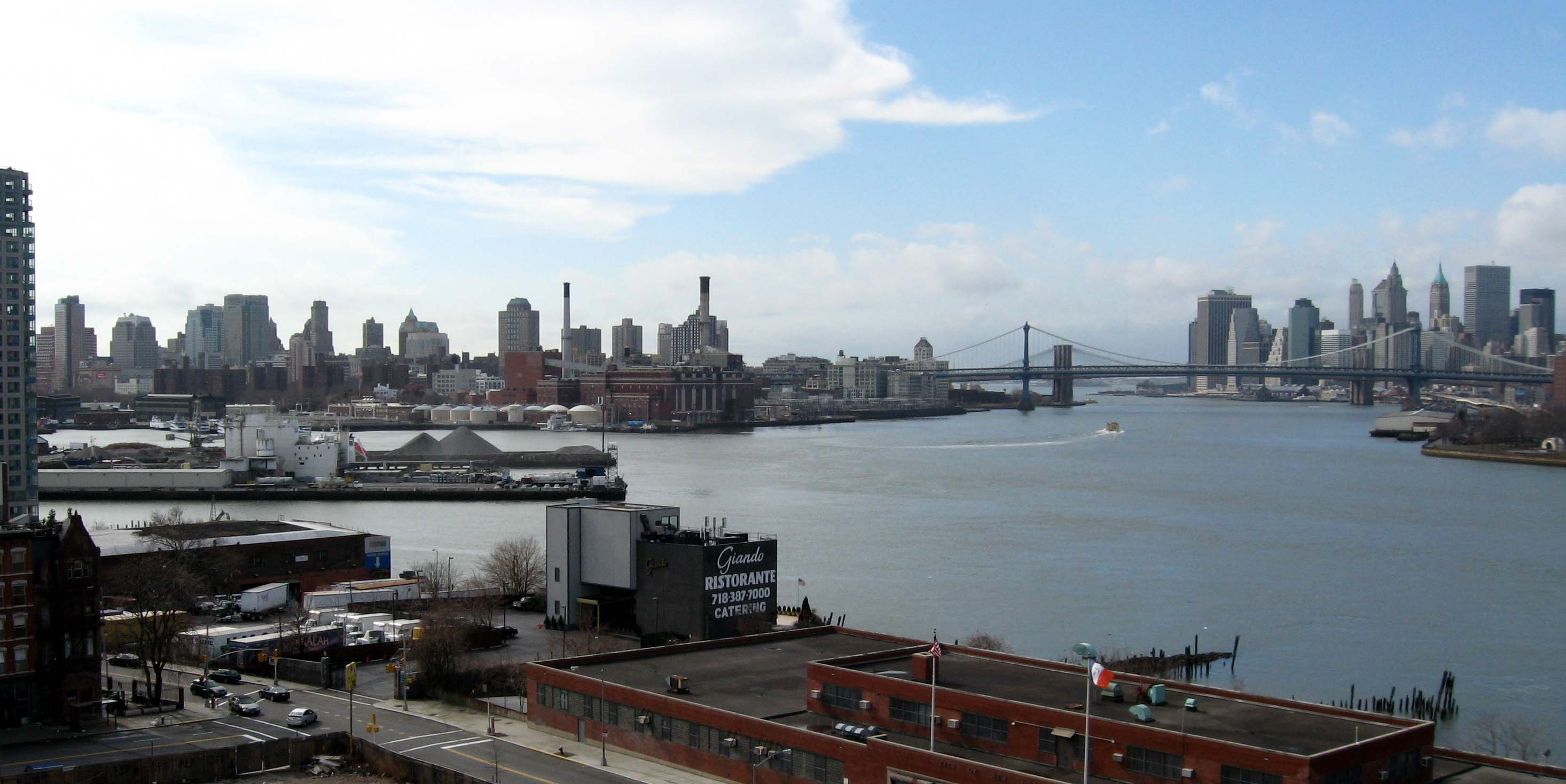
Blick über die Wallabout Bay (East River)

Seit 2003 gibt es eine Behörde, die National Parks of New York Harbor, deren Aufgabe es ist, 23 national bedeutsame Gebäude, Gebäudeensembles und Landschaften, die im und am Hafen liegen, zu bewahren (im Rang von national monuments, National Memorials, National Historic Sites und einer Reihe von Erholungsgebieten, National Recreation Areas). Dazu gehören die Freiheitsstatue, die Federal Hall National Memorial, der Canarsie Pier in der Jamaica Bay,
das Castle Clinton, das Fort Hancock im Monmouth County, die Gateway National Recreation Area und die St. Paul’s Church in Mount Vernon (New York) und der Great Kills Park. Leiterin (Commissioner unterhalb des Innenministeriums) ist zurzeit Maria Burks. Entgegen dem Namen der Behörde gibt es allerdings keinen National Park of New York Harbor. Mit dieser Behörde arbeitet eng eine Stiftung zum gleichen Zweck zusammen, die National Parks of New York Harbor Conservancy (sie ist eine 501(c)3-Non-Profit-Organisation).

## Personen
Wären sie nicht bereits genannt, gehörten hier Hudson als europäischer Entdecker (1609) und Washington trotz oder wegen der militärischen Niederlage von 1776 aufgezählt. Ebenso wie der Namensgeber des Raddampfers General Slocum, der Katastrophe von 1904. Dagegen gehörte der Stadtplaner Robert Moses (1888–1981; the „master builder“) für den Hafen eher zu den stillen Größen.
Personen, mit denen der Hafen oft in einem Atemzug genannt wird und umgekehrt, sind außerdem:
- Marlon Brando, wegen seiner Darstellung des Tony Melois in Die Faust im Nacken (1954, s. u.)
- Henry LaGuardia, Bürgermeister von 1934 bis 1945 in der Zeit des New Deals durch seine Unterstützung des Brücken- und Tunnelbaus, auch der später nach ihm benannte Flughafen New York-LaGuardia
- Herman Melville (1819–1891), ein geborener New Yorker und der Autor des Buchs Moby Dick über den Walfang. Er wurde 1866 für die letzten Lebensjahrzehnte Zollinspektor im Hafen.
- Das Architektenteam Warren/Wetmore setzte nach 1900 für die Chelsea Piers eine kreative Lösung zur benötigten Verlängerung dieser neuen Anleger für die Luxusliner am Hudson um; von ihnen stammt auch der Entwurf zum Grand Central Terminal.

## Filme, mediale Rezeption
- László Benedek (Regie): Port of New York. USA, ein Agententhriller von 1949. In dem Film tritt Yul Brynner erstmals prominent auf. Gedreht an Originalschauplätzen.
- Roland Emmerichs Klimakatastrophenfilm The Day After Tomorrow lässt die Stadt in einer Flutwelle untergehen (2004).
- Katja Esson (Regie): Tore zur Welt. Deutschland, 2005, Dokumentation, 43 Min.
- Bernard Guerrini, Mathias Schmitt (Regie): Naturopolis – New York, die grüne Revolution. Dokumentarfilm, FRA/USA, 2012, 90 Min.
- Elia Kazans Spielfilm von 1954 „Die Faust im Nacken“ handelt von den Arbeitsbedingungen der Hafenarbeiter in New York City und der damaligen US-Transportarbeitergewerkschaft in der originalen Kulisse. Sein amerik. Titel war On the Waterfront.